# Palazzo Nuovo
Palazzo Nuovo é um dos palácios localizados na Piazza del Campidoglio, no rione Campitelli de Roma, juntamente com o Palazzo dei Conservatori e o Palazzo Senatorio. Juntos, os três e mais o Tabulário e a Centrale Montemartini abrigam as coleções dos Museus Capitolinos.

## História

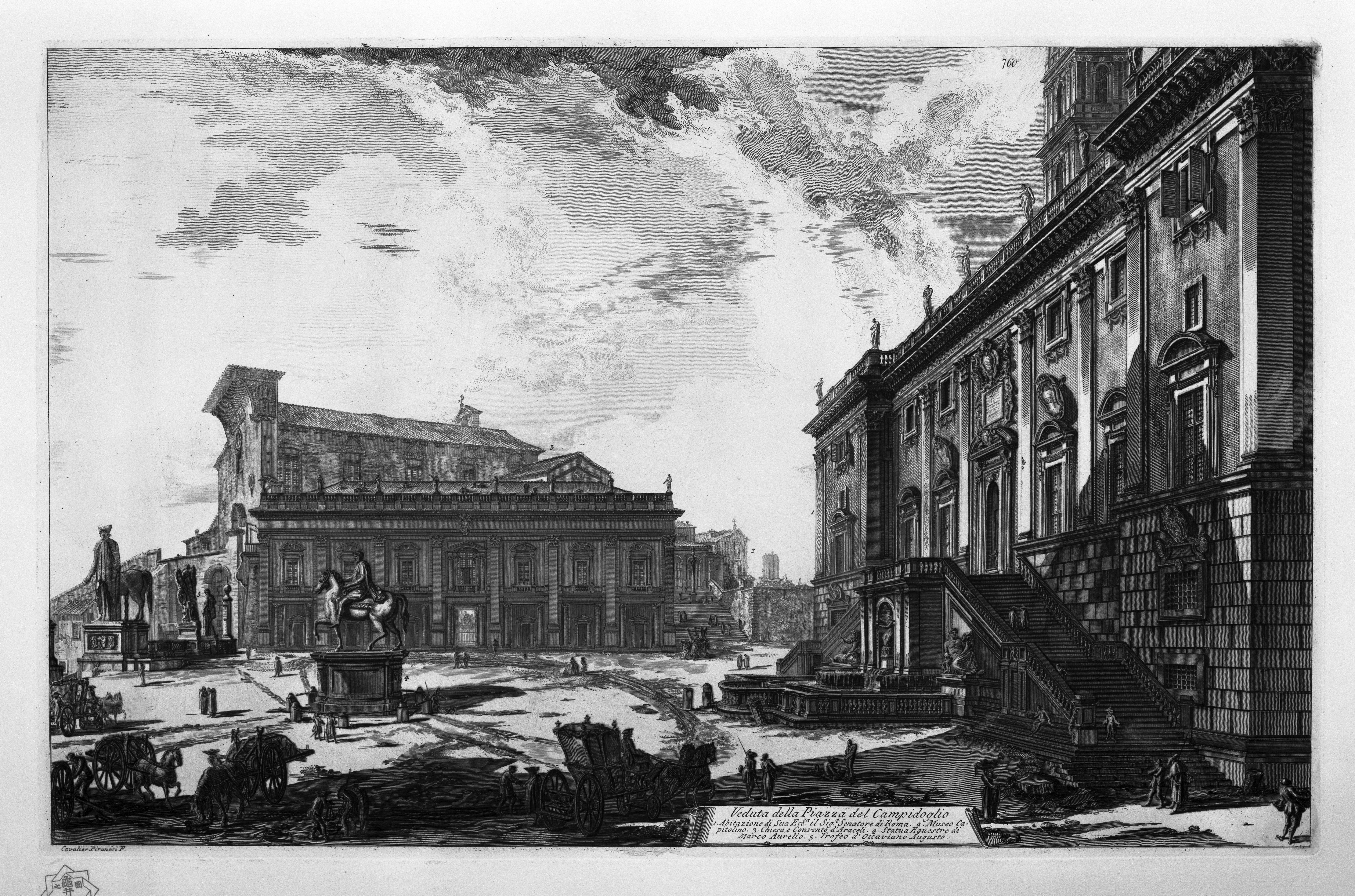
Gravura de Giovanni Battista Piranesi (meados do séc. XVIII) da Piazza do Campidoglio. O Palazzo Nuovo está bem no centro, com a basílica de Santa Maria in Aracoeli no fundo e o Palazzo Senatorio à direita.

Ao contrário dos outros dois, mais antigos, o Palazzo Nuovo foi construído somente no século XVII em estilo maneirista, motivo pelo qual é conhecido como "novo". Provavelmente a obra foi realizada em duas fases, começando sob a direção de Girolamo Rainaldi em 1603, quando o papa Clemente VIII Aldobrandini aprovou e assegurou um financiamento para o palácio. Ele próprio lançou a pedra fundamental e as obras prosseguiram até 1654, já no pontificado de Inocêncio X Pamphilj. A segunda fase começou em seguida soba a direção do filho de Girolamo, Carlo Rainaldi, que o entregou em 1663. Contudo, o projeto, pelo menos o da fachada, deve ser atribuído a Michelângelo, responsável pelo conjunto da Piazza, a Cordonata e os outros dois palácios. De fato, o Palazzo Nuovo foi construído de frente ao Palazzo dei Conservatori, do qual reproduz fielmente a fachada, tampando a vista da basílica de Santa Maria in Aracoeli a partir da piazza: um pórtico no térreo e a orientação ligeiramente oblíqua em relação ao Palazzo Senatorio, completando assim o desenho simétrico da Piazza del Campidoglio, de formato trapezoidal.
Durante a primeira fase das obras, foi construída uma fachada e a parte de trás do pórtico. Durante a segunda fase, cujo objetivo era construir o resto do edifício, foi realizada uma terraplenagem na direção da basílica que levou à demolição de um aterro no qual estava apoiada a fonte do Marfório, que foi desmontada para ser depois instalada no pátio interno do Palazzo Nuovo, onde ainda hoje está. O novo edifício tinha a função estética de dar simetria à Piazza del Campidoglio, mas não tinha uma função propriamente dita. Ela era utilizado para reuniões das guildas ou para a realização de cerimônias que não podiam, por qualquer motivo, ser realizadas em outros palácios. Em 1734, este palácio tornou-se o primeiro museu público do mundo por ordem do papa Clemente XII Corsini.

## Descrição
A fachada, com apenas um piso, é dividida por oito lesenas com capitéis coríntios, duas das quais servindo como cantos. Sobre elas corre uma ampla faixa com um rico beiral. O pórtico se abre entre pares de colunas decoradas com o brasão do papa Alexandre VII e duas inscrições comemorativas, uma do rei Carlos Alberto e do estatuto promulgado em 1848 e outra do 25º aniversário da Unificação da Itália.

## Arquitetura e coleções

### Pátio interno
Entre os séculos XVI e XVII, as coleções de antiguidades romanas da Câmara Pontifícia foram sendo continuamente enriquecidas com as frequentes descobertas de novas obras-primas do passado; as áreas descobertas no interior do palácio se tornaram locais privilegiados de exposição para as grandes esculturas antigas, que se espalharam pelo átrio e nos pátios. Nichos, colunas, pilastras e lesenas com mísulas de várias alturas, relevos, bustos e cabeças antigas, o gosto pela cenografia é evidente no projeto. O pátio interno é o ponto focal da entrada, pois é visível da praça e as litografias da época permitem que se tenha uma ideia deste desejo de criar um "espetáculo".
No meio do átrio, depois da passagem externa, do portal e do portão, chega-se a este pátio. Ele se apresenta como uma pequena praça interna com as paredes de tijolos que se curvam para abrigar o tanque da fonte e o grande nicho no qual está inserida a estátua do Marfório (famosa por ser uma das estátuas falantes de Roma). Esta cenográfica fonte recebeu este nome logo depois de sua descoberta, no século XVI, no Fórum de Marte (em latim: Martis Forum), o nome pelo qual era conhecido o Fórum de Augusto por causa da presença do grande Templo de Marte Vingador. A estátua, de dimensões colossais, foi restaurada com os atributos típicos de Oceano por Ruggero Bescapè em 1594 e que ficava no Capitólio apoiada num barranco na Arx Capitolina, onde fica a basílica, numa posição simétrica em relação às duas estátuas similares de dois rios (o Tibre e o Nilo) colocadas diante da fachada do Palazzo dei Conservatori em 1513. Sobre a fonte no fundo do pátio, Clemente XII afixou, em 1734, uma inscrição comemorando a inauguração dos Museus Capitolinos, decorada com seu próprio brasão. Quatro estátuas foram posicionadas na balaustrada que envolve a fonte, hoje substituídas por quatro bustos. Mais tarde, um pequeno retrato de Clemente foi posicionado no centro da fonte.
O projeto original previa que, no entorno da Fonte de Marfório, estivessem outras estátuas antigas; dois nichos retangulares emoldurados em travertino receberam, depois de vários remanejamentos, as duas estátuas de sátiros com cestos de fruta na cabeça, ambas descobertas em Roma nas imediações do Teatro de Pompeu e conservadas por um longo período num local muito distante dali, o pátio do Palazzo della Valle. Por conta disto, elas são conhecidas como "Satiri della Valle". Representando o deus Pã, eram provavelmente utilizadas como atlantes na estrutura do teatro. 
Do lado direito estão um sarcófago estriado e decorado com cenas de caça, dois bustos (uma cabeça feminina idealizada e um masculina num busto togado) e duas hermas de homens barbados, estas encaixadas em dois nichos emoldurados em travertino escavados acima das duas portas de acesso às salas (atualmente não mais utilizadas). No alto está uma inscrição do papa Alexandre VII. No pátio estão também três colunas de granito amarelo descobertas no Templo de Ísis no Campo de Marte. Dos lados da fonte, quatro colunas em cipollino (originalmente encimadas por bustos de mármore, hoje preservados no interior do museu) e dois desaguadouros (em italiano:  gocciolatoi) no formato de prótromos leoninos.

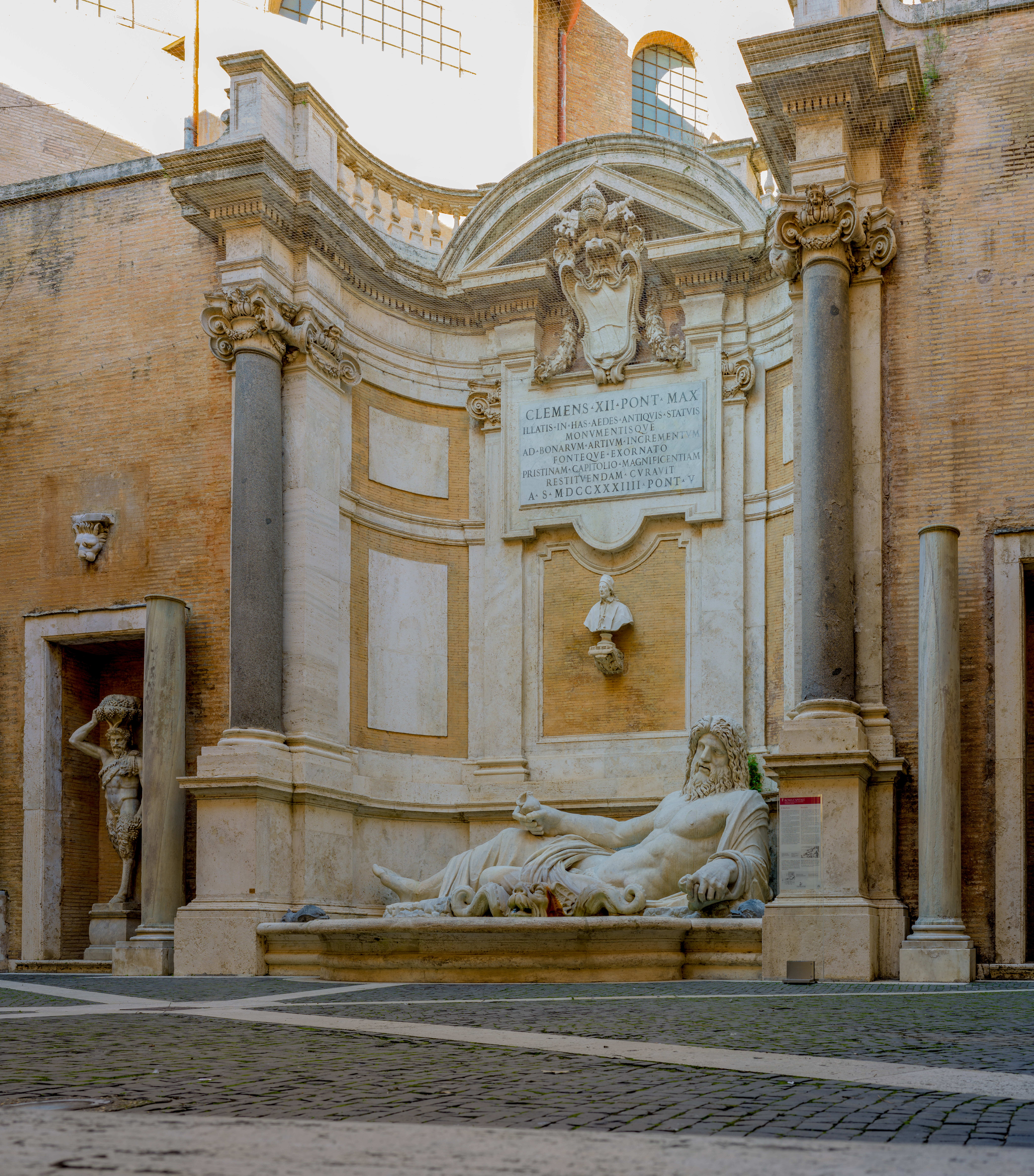
Fonte de Marfório
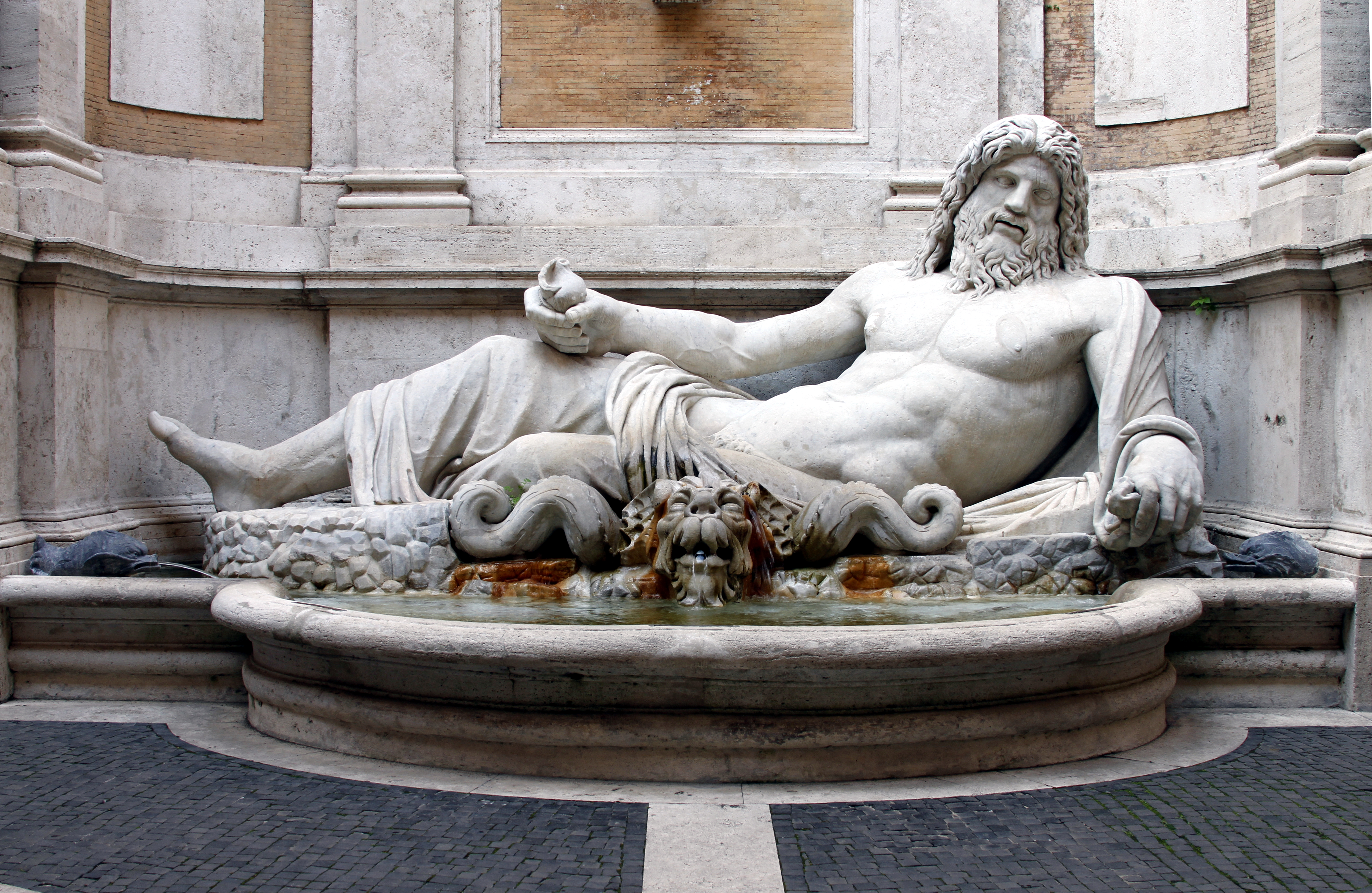
"Marfório".
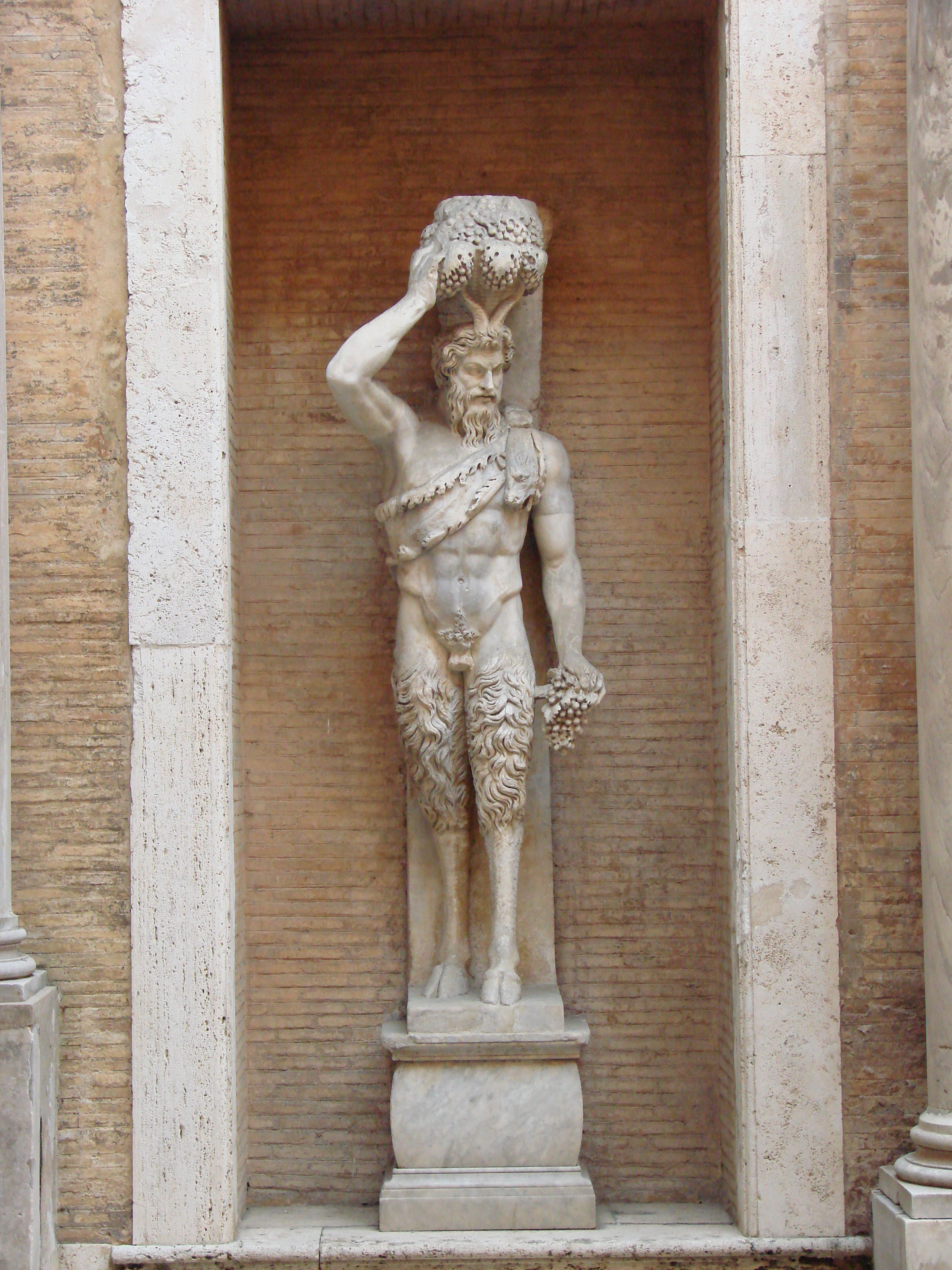
"Pã com um Cesto".

### Sala dos monumentos egípcios
Durante o pontificado do papa Clemente XI foram adquiridas uma série de estátuas descobertas na área da Villa Verospi Vitelleschi (no terreno dos antigos Jardins Salustianos) que decoravam o antigo pavilhão egípcio construído pelo imperador romano Adriano no interior dos jardins e todas acabaram no Palazzo Nuovo. No século XVIII, a coleção foi incrementada por nove estátuas e, em 1748, foi criada uma "Sala do Canopo" para abrigar as esculturas provenientes da Villa Adriana e do Templo de Ísis no Campo de Marte. Em 1838, a maior parte das obras foi transferida para o Vaticano. Em 1907, Orazio Marucchi reconstituiu parte deste núcleo, dando vida, pela primeira vez, a uma coleção egípcia baseada não em itens removidos do egípcio, mas provenientes das escavações romanas no Templo de Ísis, na Villa Adriana e de outras na capital. 
Atualmente, esta sala pode ser visitada atravessando o pátio; atrás da grande parede de vidro estão as grandes obras de granito. Entre as mais importantes estão uma grande cratera em formato de sino da Villa Adriana e uma série de animais símbolos das mais importantes divindades egípcias.

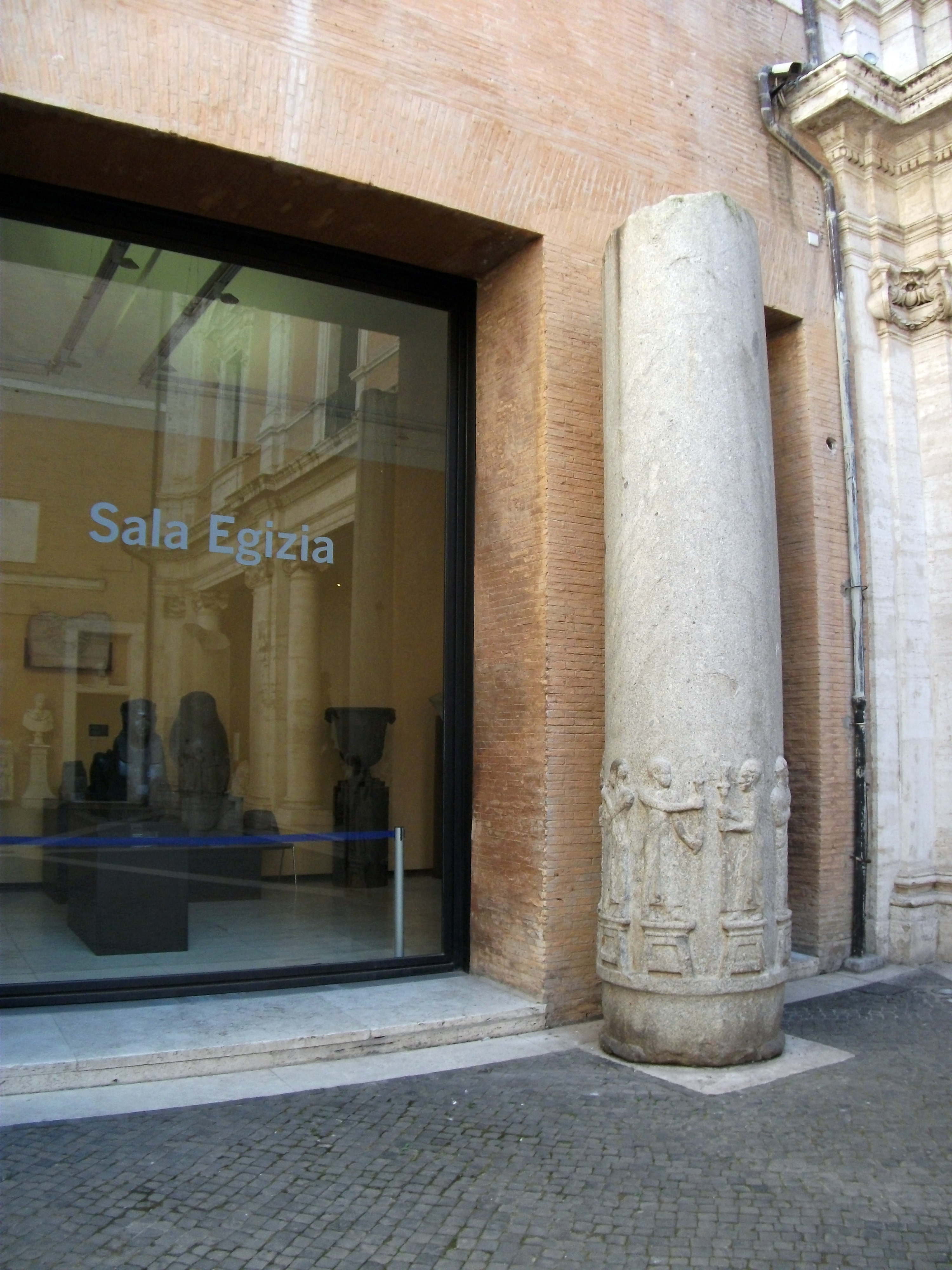
Vitrine e uma das salas egípcias.
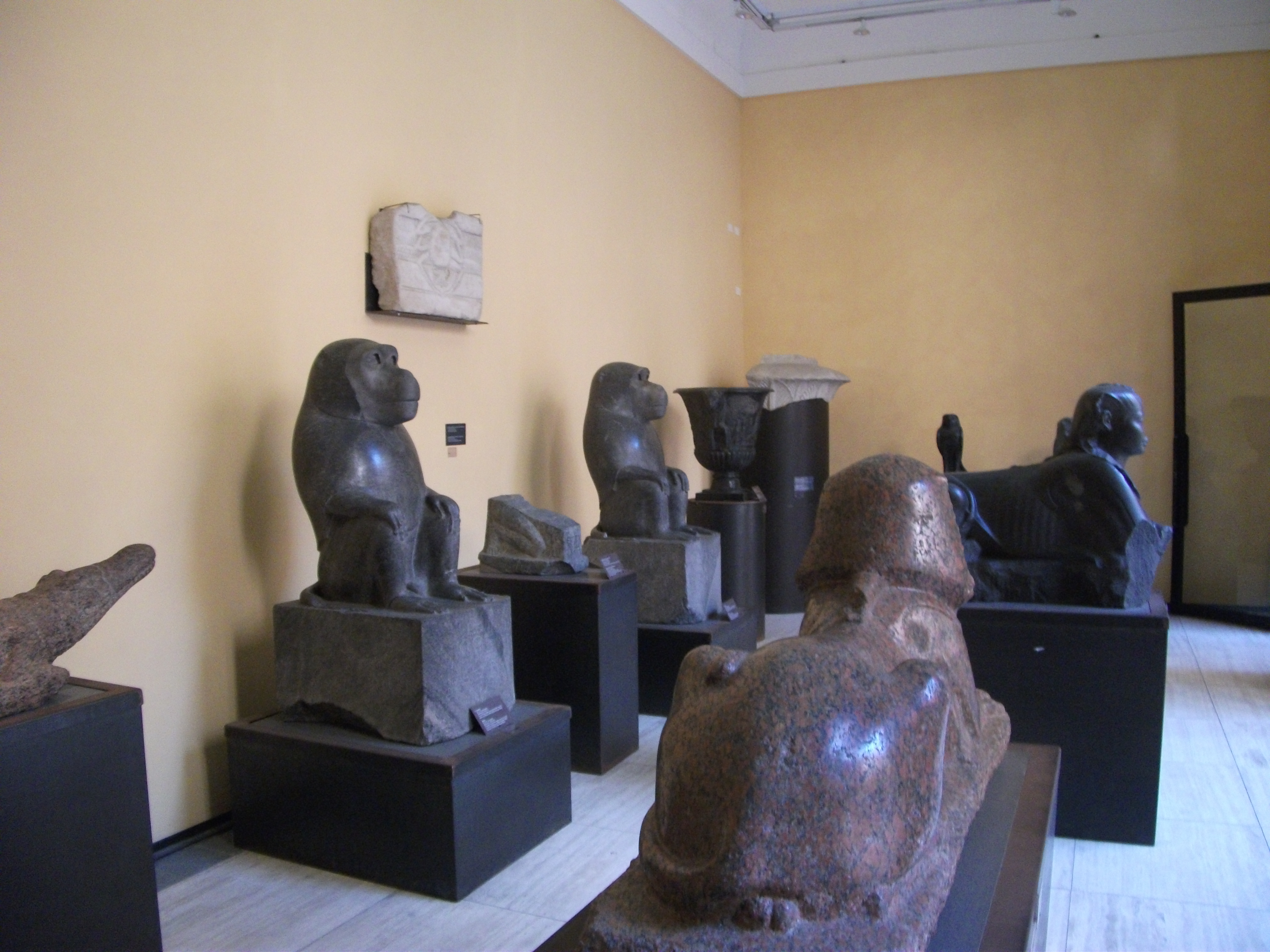
Interior de uma das salas.
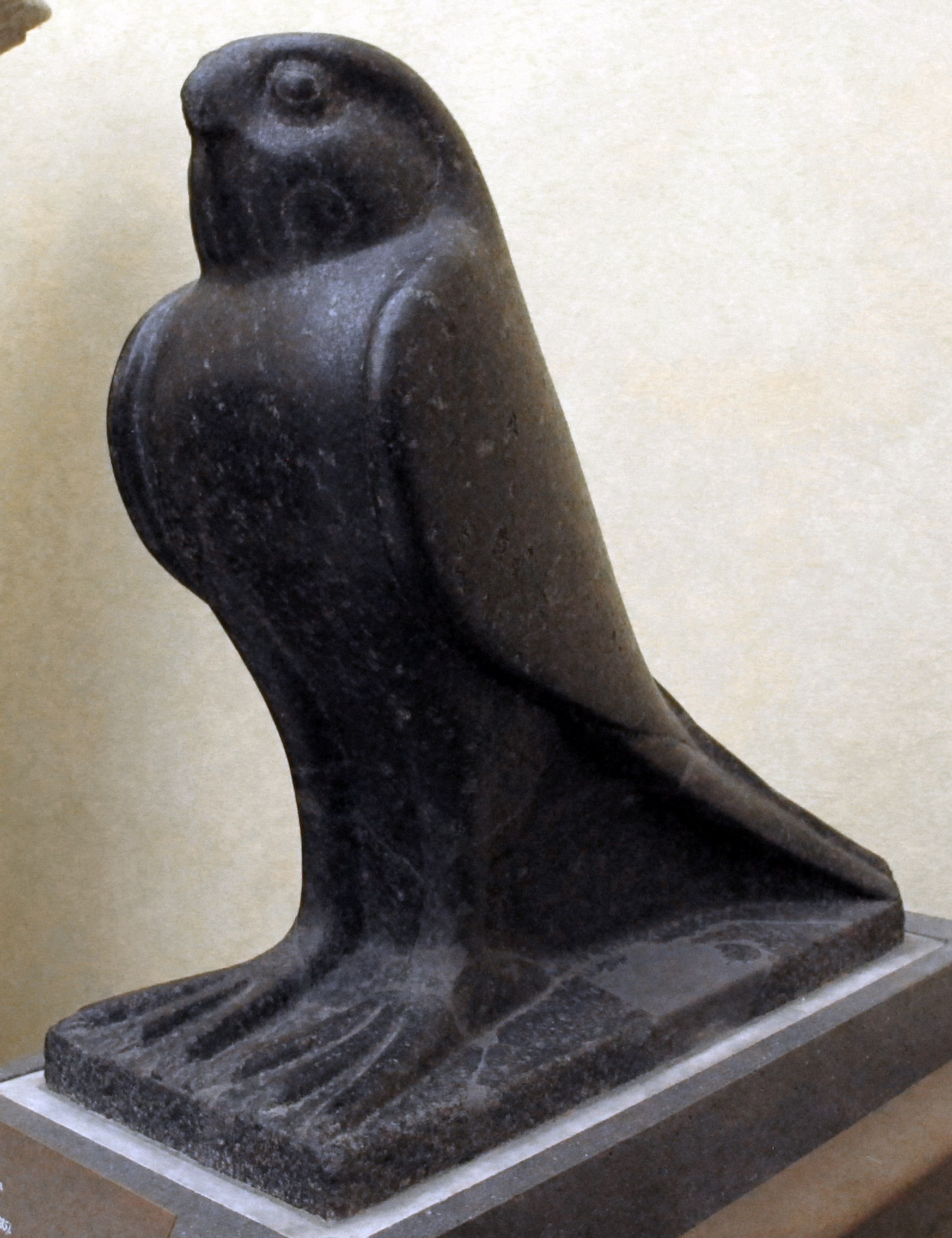
Falcão egípcio.

### Salas menores à direita
No piso térreo, à direita do átrio, estão três pequenas salas. Originalmente, havia ali apenas um único salão que se abria para o pórtico e que somente nos séculos XVIII e XIX foi dividido nos ambientes menores. Nelas estão abrigadas várias inscrições mais importantes da coleção: entre elas, os fragmentos do calendário romano "pós-cesariano" que deu origem ao "novo ano", que Júlio César definiu como tendo 365 dias, a lista de magistrados romanos conhecido como Fastos Menores para diferenciá-lo dos fastos mais famosos conservados no Palazzo dei Conservatori, os Fastos Consulares e os Fastos Modernos. Na primeira sala estão ainda vários retratos de indivíduos romanos, entre os quais o que se atribui geralmente a Germânico, filho de Druso, o Velho (irmão de Tibério), ou ao próprio Druso (primeira metade do século I).

### Escadaria
Uma grande escadaria (em italiano:  Scalone) liga o térreo e o primeiro piso do museu. Nas paredes estão afixados relevos de antigos sarcófagos do final do período imperial. Entre eles estão esculturas, incluindo uma de Faustina, a Velha, e o relevo da "Apoteose de Sabina", que ficava no antigo Arco di Portogallo, demolido no século XVII.

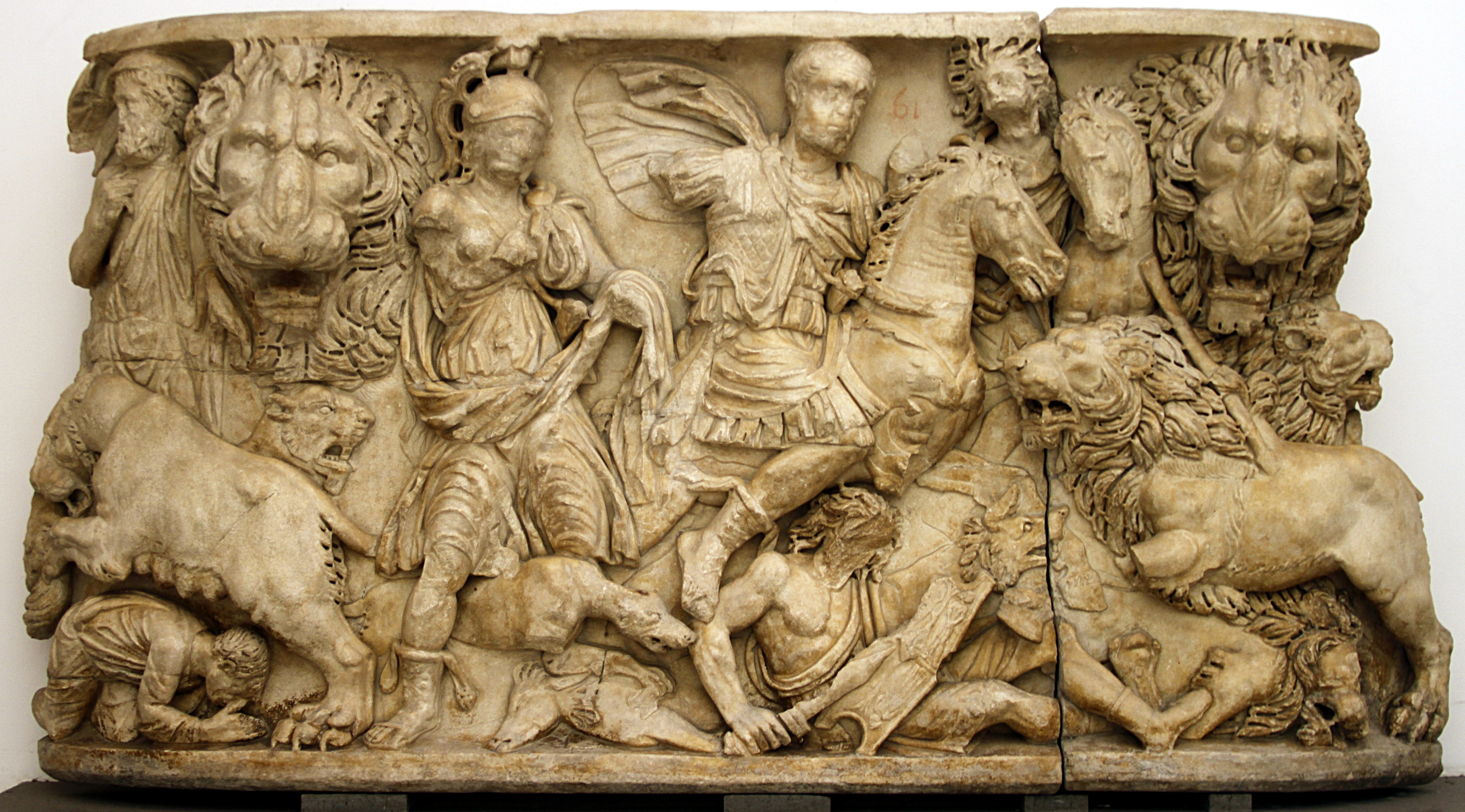
Caçada de leões.
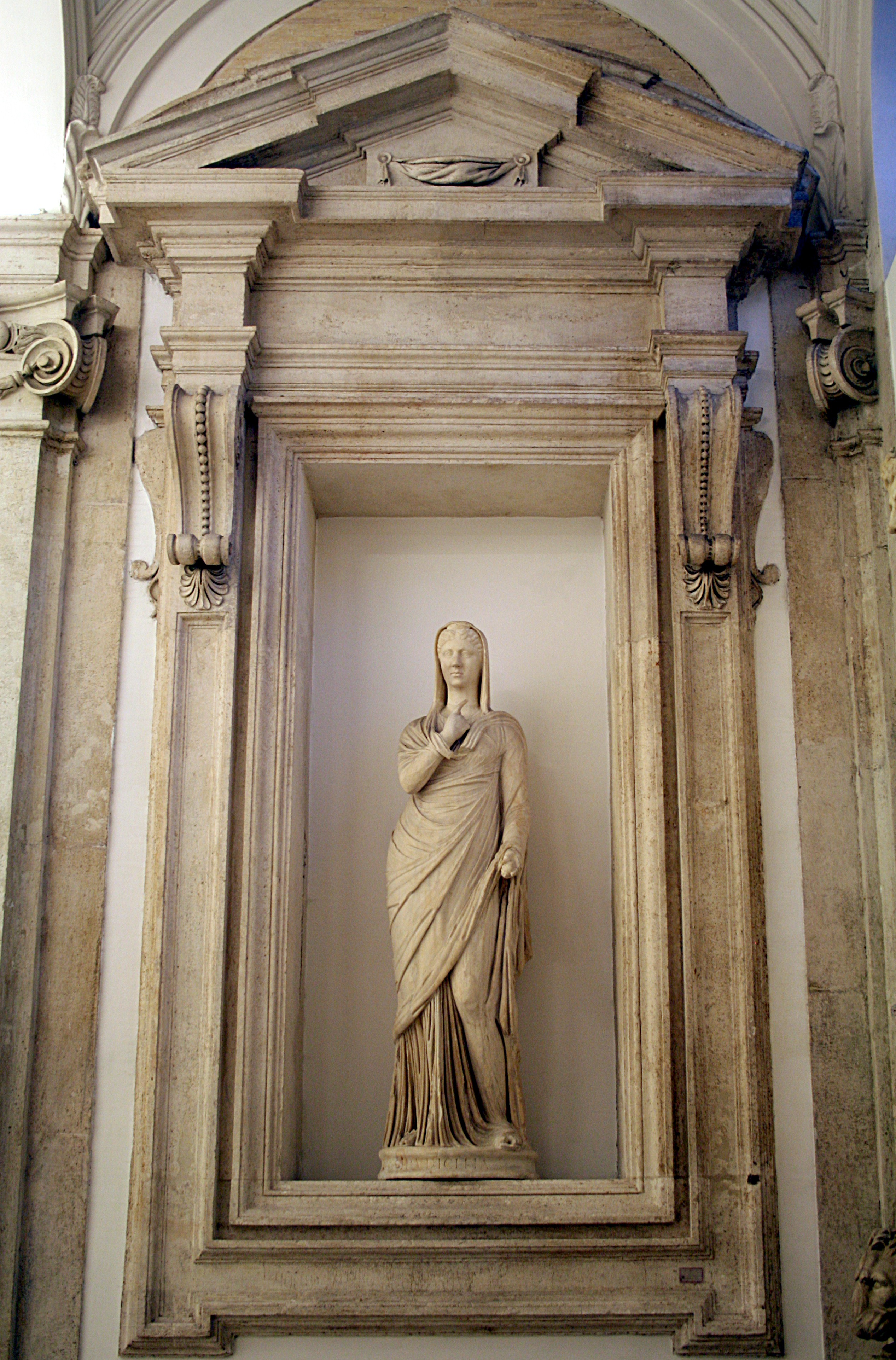
"Faustina, a Velha".
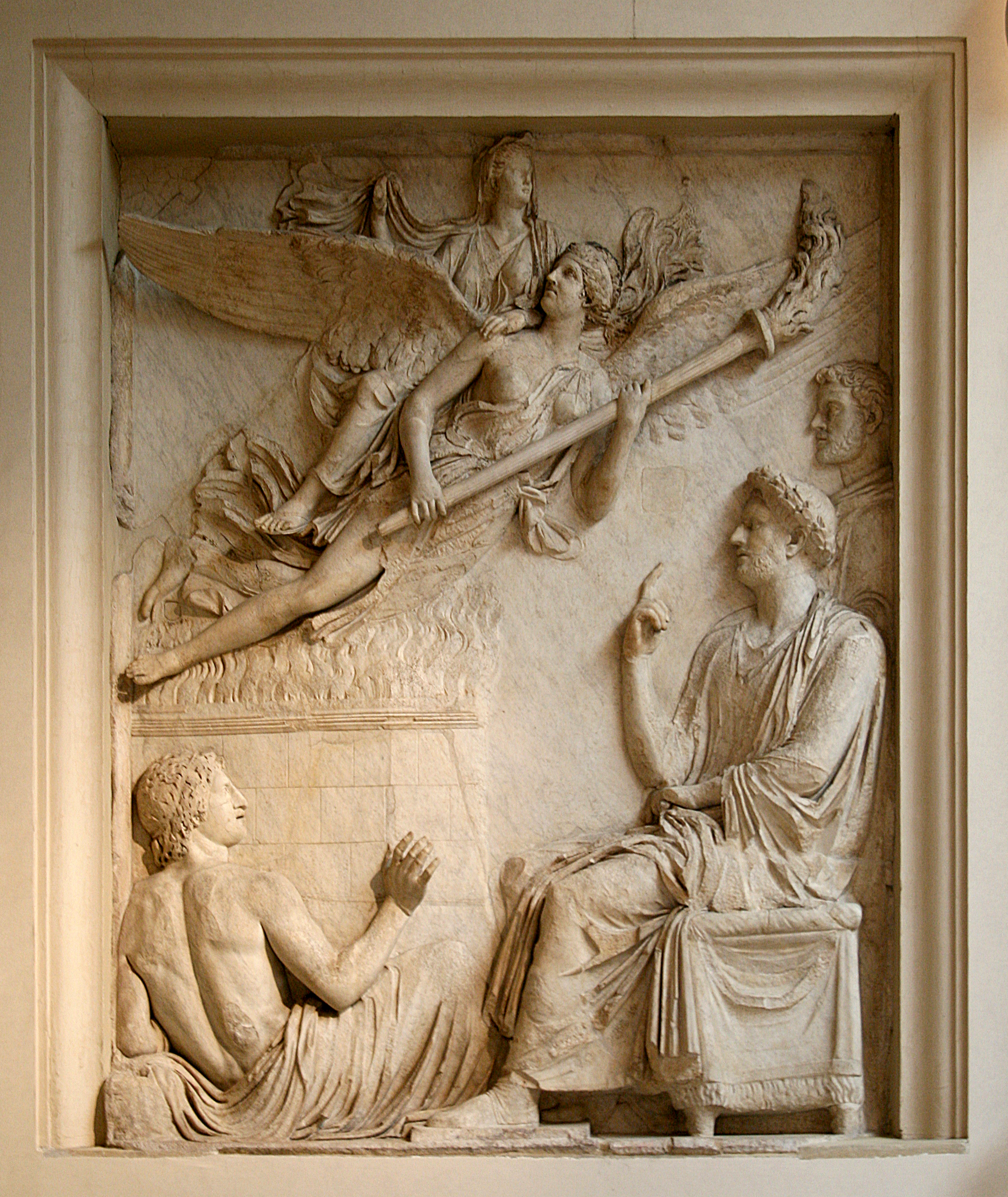
"Apoteose de Sabina".

### Galeria
No alto de uma rampa dupla está uma ampla galeria que se estende longitudinalmente por todo o primeiro andar do Palazzo Nuovo, ligando diversas salas de exposição e abrigando uma grande e variada coleção de estátuas, relevos, retratos e inscrições, dispostas ali pelos conservadores de maneira casual, revelando uma preocupação maior com a simetria arquitetônica e com o efeito ornamental do que com sua importância histórico-artística ou arqueológica. Nas paredes, entre os painéis de madeira, estão inseridas inscrições de dimensões menores, entre as quais um importante grupo proveniente do columbário dos libertos da Casa de Lívia. 
Na galeria, entre outras obras de considerável importância, estão o fragmento da perna de "Hércules lutando com a Hidra" (muito restaurada no século XVII), a estátua do guerreiro ferido (da qual apenas o tronco é antigo; o resto é uma restauração realizada entre 1658 e 1733), a estátua de "Leda com o Cisne", a pequena estatueta de "Hércules criança estrangulando a Serpente", a de "Eros pondo a corda no Arco" e o famoso "Discóbolo", uma estátua grega representando um lançador de disco modificada no século pelo escultor francês Pierre-Étienne Monnot, que a transformou num guerreiro ferido.

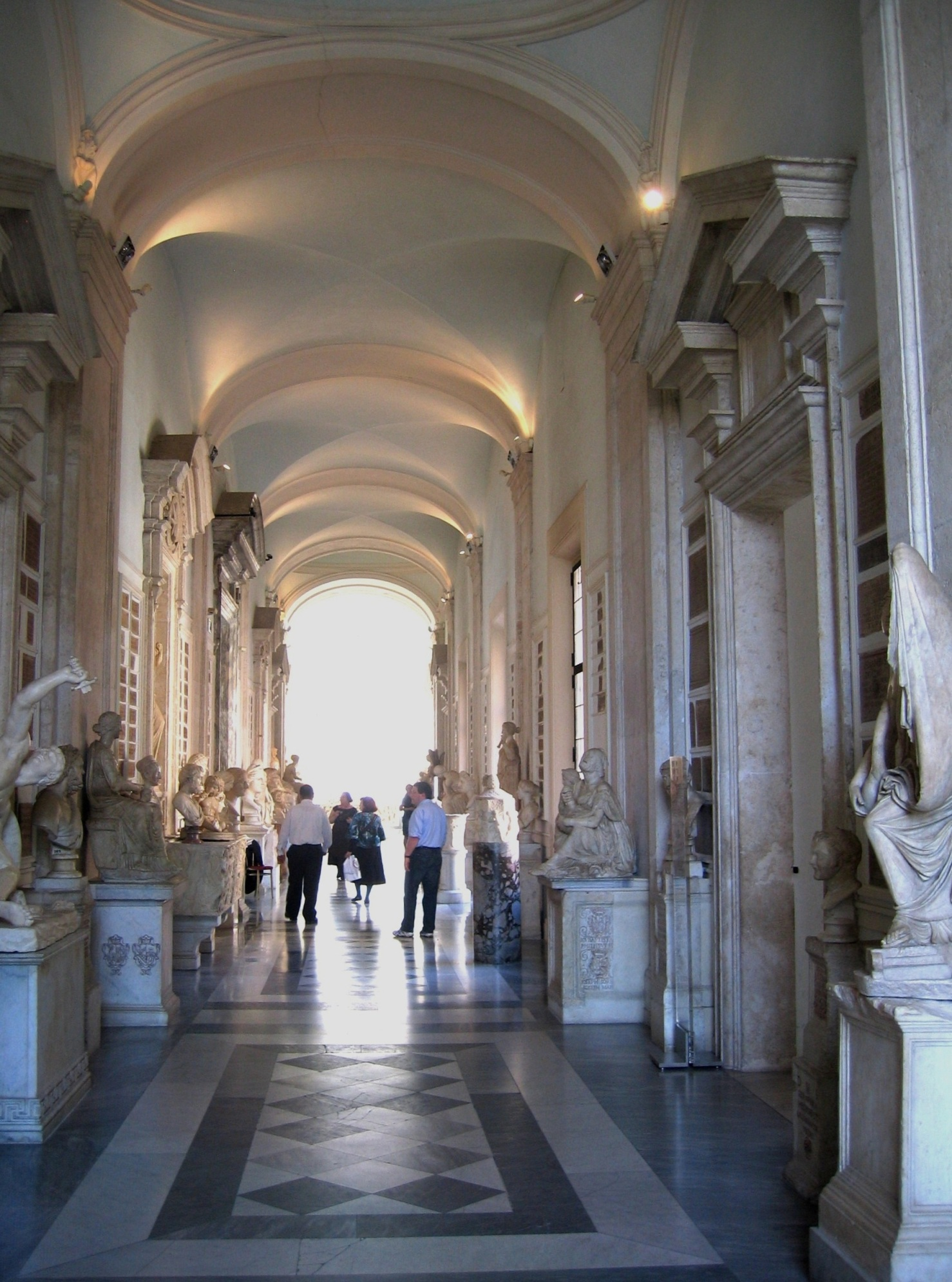
Vista da Galeria.
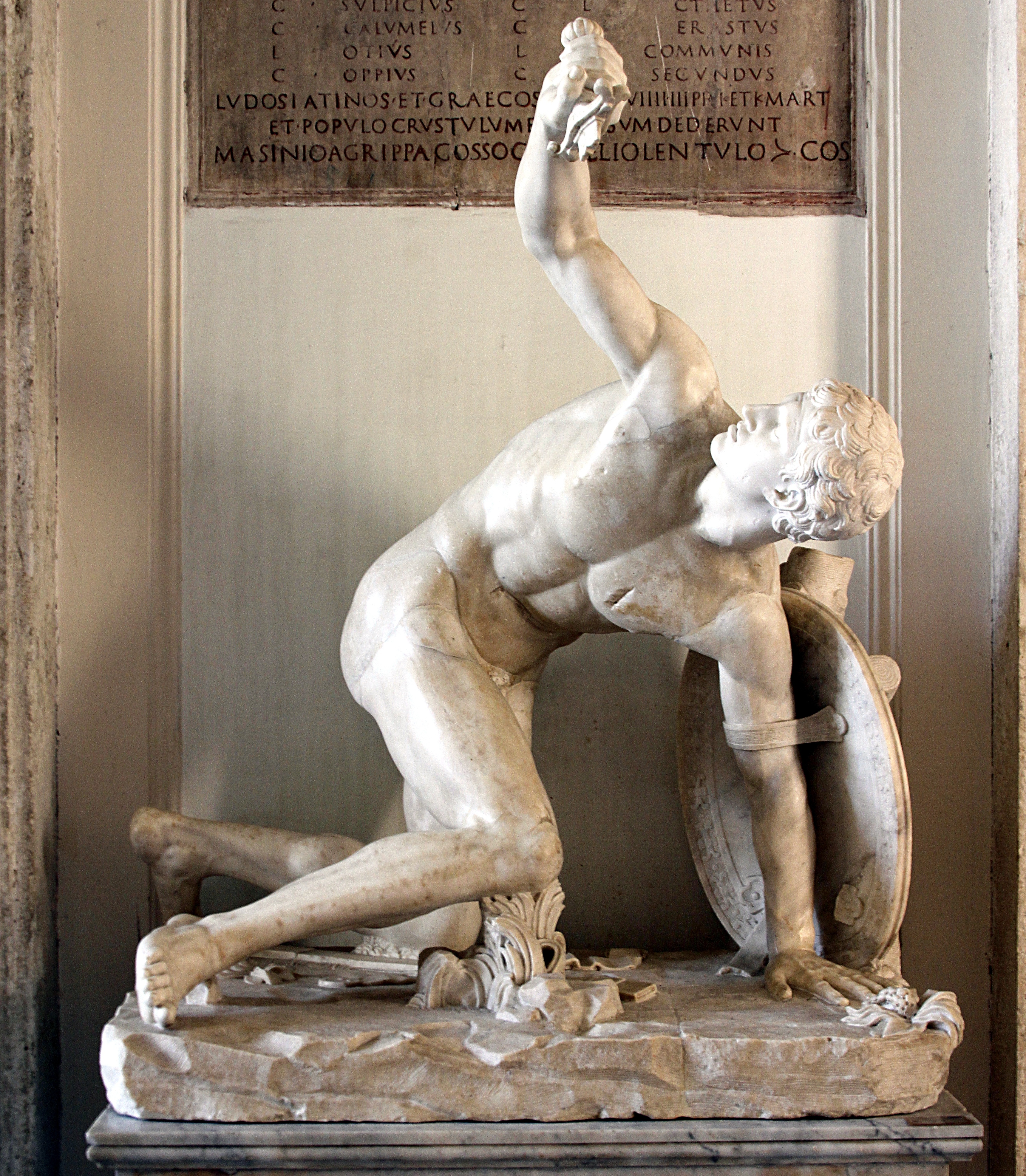
"Discóbolo".
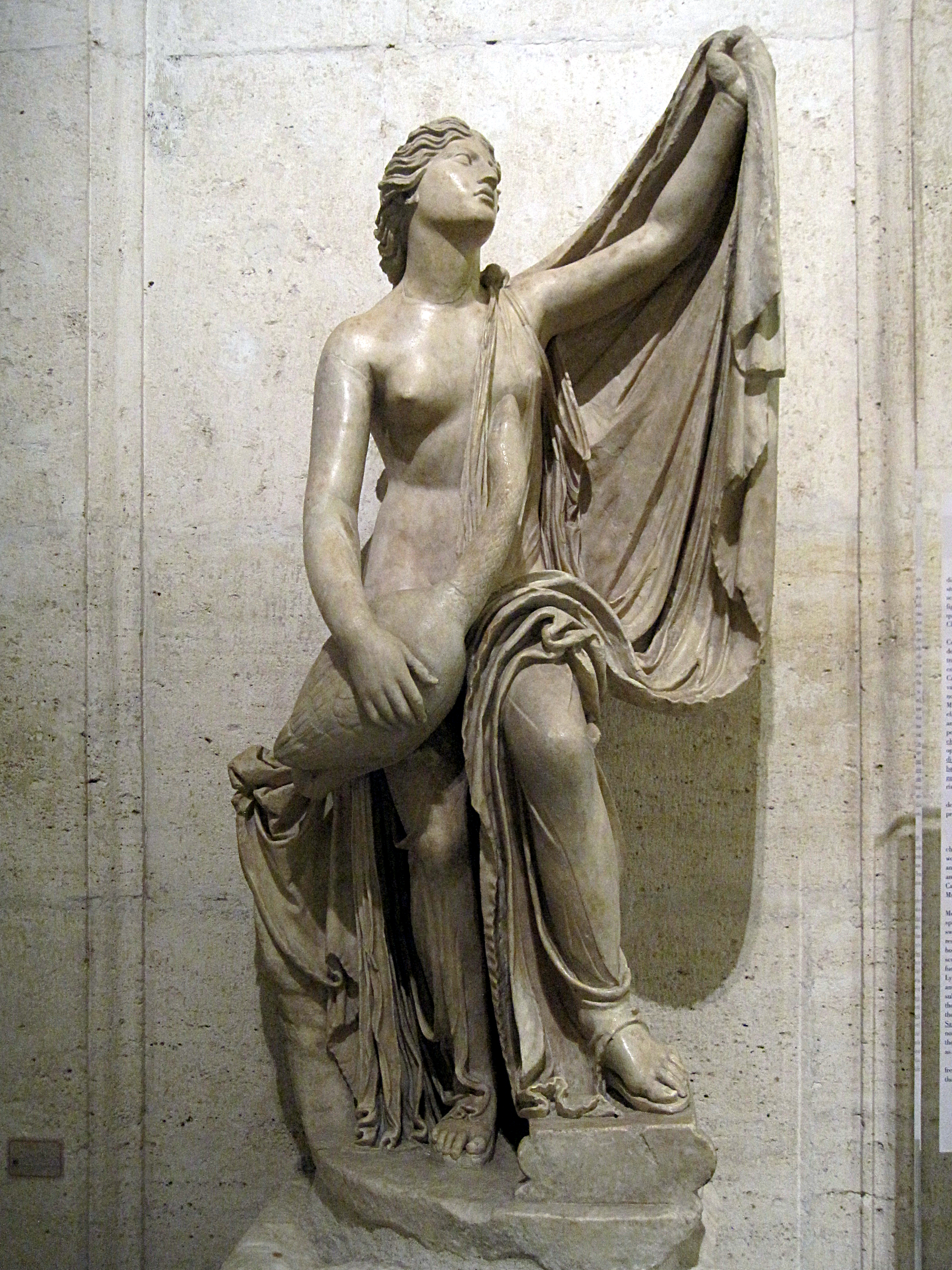
"Leda com o Cisne".

### Sala das Pombas
Esta sala, cujo nome em italiano é Sala delle Colombe , conserva boa parte de seu aspecto original e deve seu nome ao célebre mosaico no piso, descoberto na Villa Adriana em Tivoli, com imagens de pombas. Originalmente era chamada de "Stanza delle Miscellanee" por causa da diversidade de peças que abriga, a maior parte proveniente da coleção do cardeal Alessandro Albani, cuja aquisição deu origem aos Museus Capitolinos. A disposição dos bustos masculinos e femininos nas mísulas (prateleiras) que percorrem todo o perímetro da parede da sala remontam a uma exposição do século XVIII, com pequenas modificações. Em 1817, recebeu o nome de Sala del Vaso por causa de uma grande cratera com decoração vegetal que foi colocada no meio do recinto, hoje posicionada no fundo da galeria. Um arranjo que nunca foi alterado é o das inscrições funerárias romanas, afixadas na parte superior das paredes em meados do século XVIII. Ao longo do século foram realizadas novas aquisições, incluindo as já mencionadas inscrições visíveis nas vitrines.

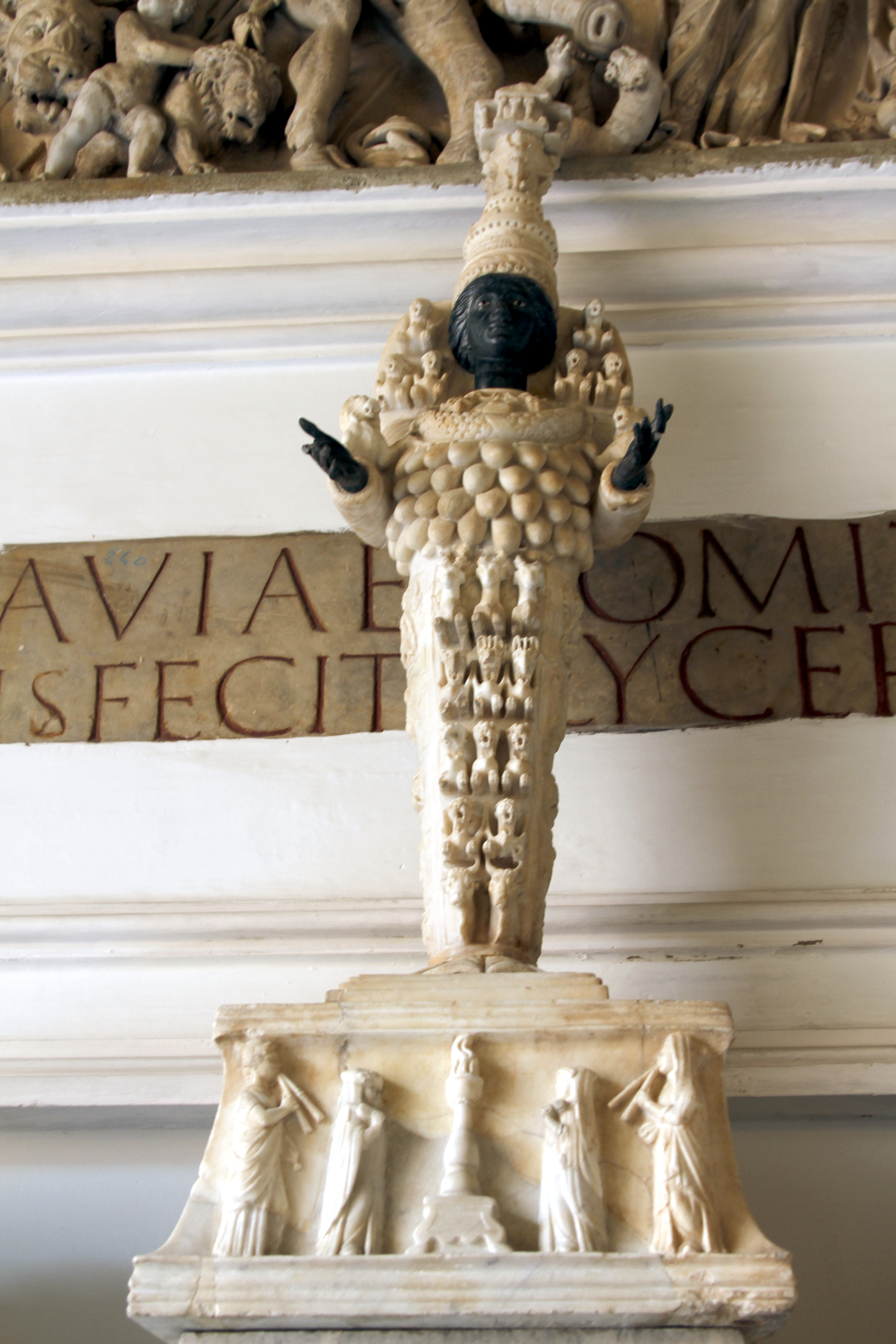
"Ártemis de Éfeso".
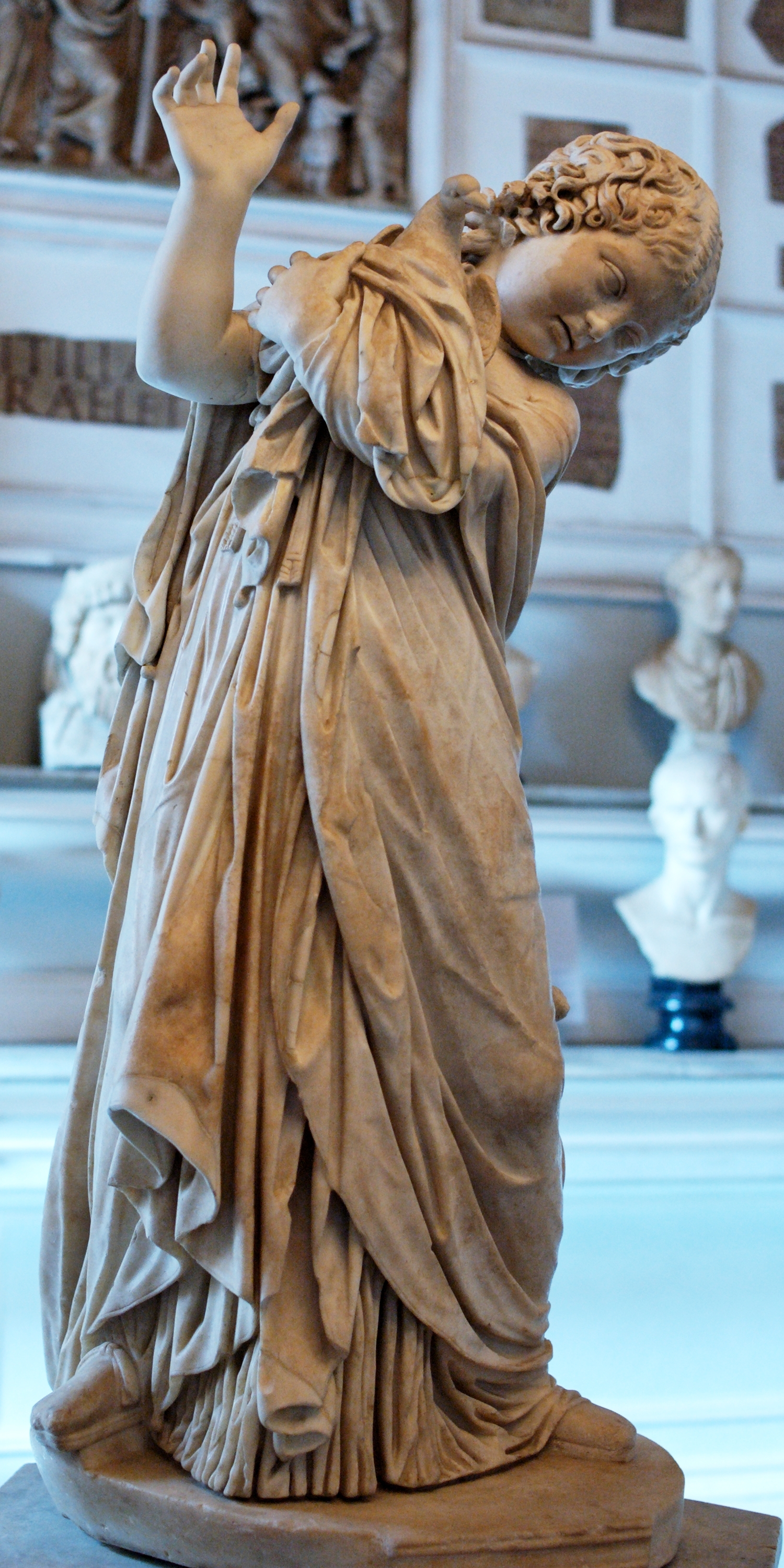
"Garota com a Pomba".
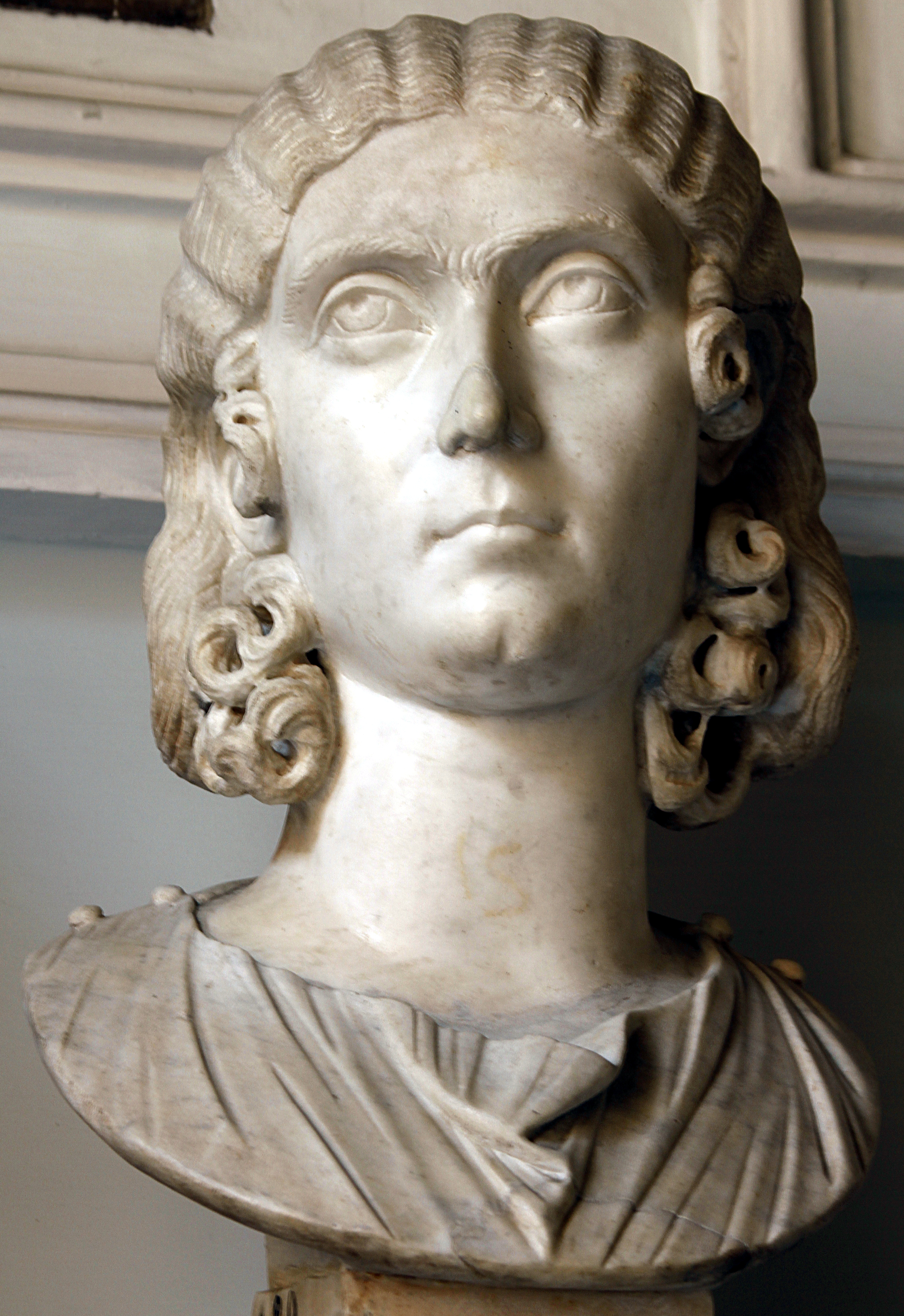
Busto de Júlia Cornélia Paula.

### Gabinete de Vênus
Esta pequena sala poligonal (em italiano:  Gabinetto di Venere), similar a um ninfeu, serve de moldura à famosa estátua da Vênus Capitolina. Ela foi descoberta durante o pontificado do papa Clemente X (r. 1670-1676) perto da basílica de San Vitale juntamente com outras estátuas segundo o relato de Pietro Santi Bartoli. O papa Bento XIV adquiriu-a da família Stazi em 1752 e a doou aos Museus Capitolinos. Depois de muitas dificuldades após o Tratado de Tolentino, esta famosa escultura, roubada pelas tropas de Napoleão depois da ocupação francesa de Roma, retornou ao museu em 1816.

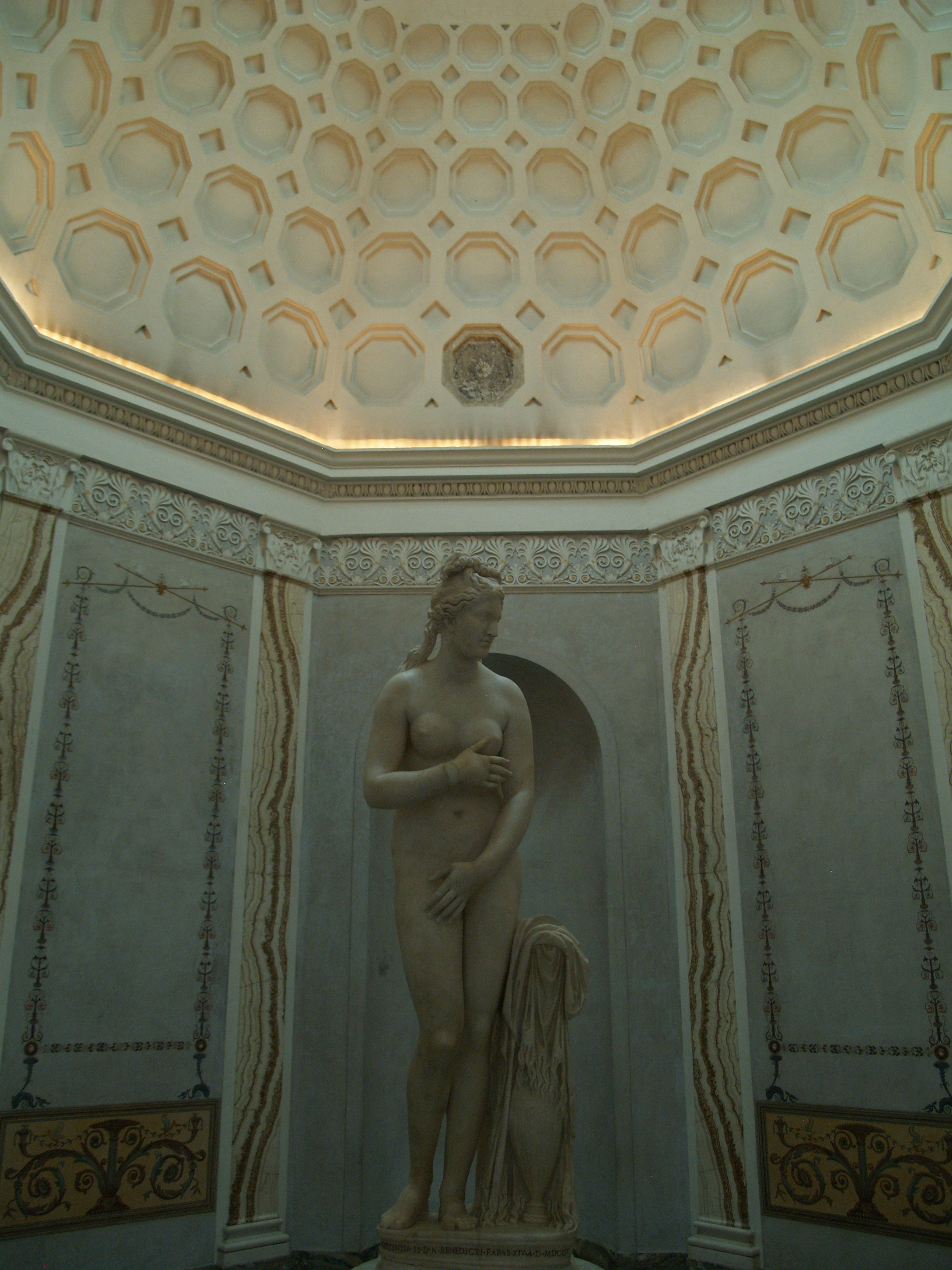
Sala da Vênus Capitolina.
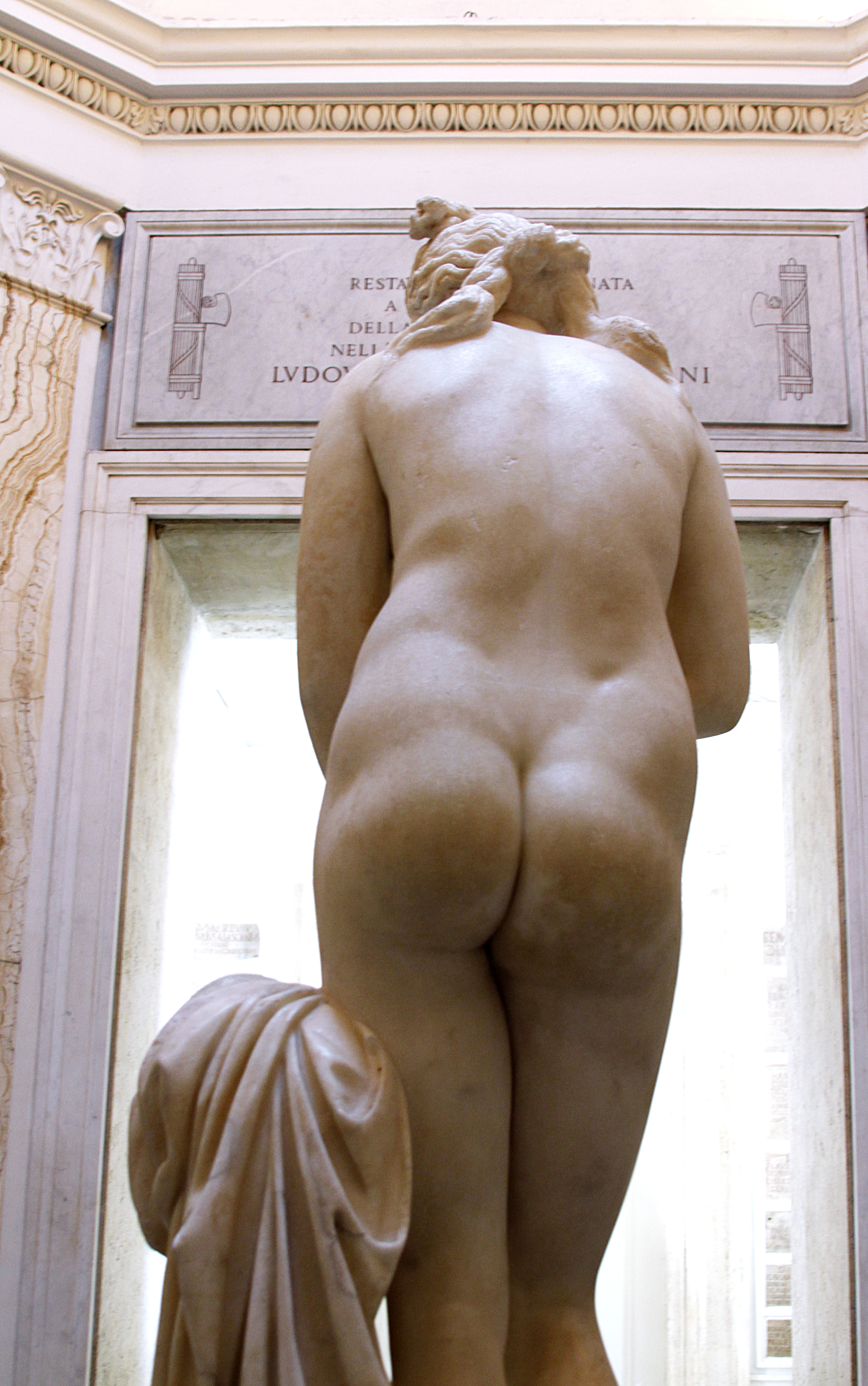
Verso.
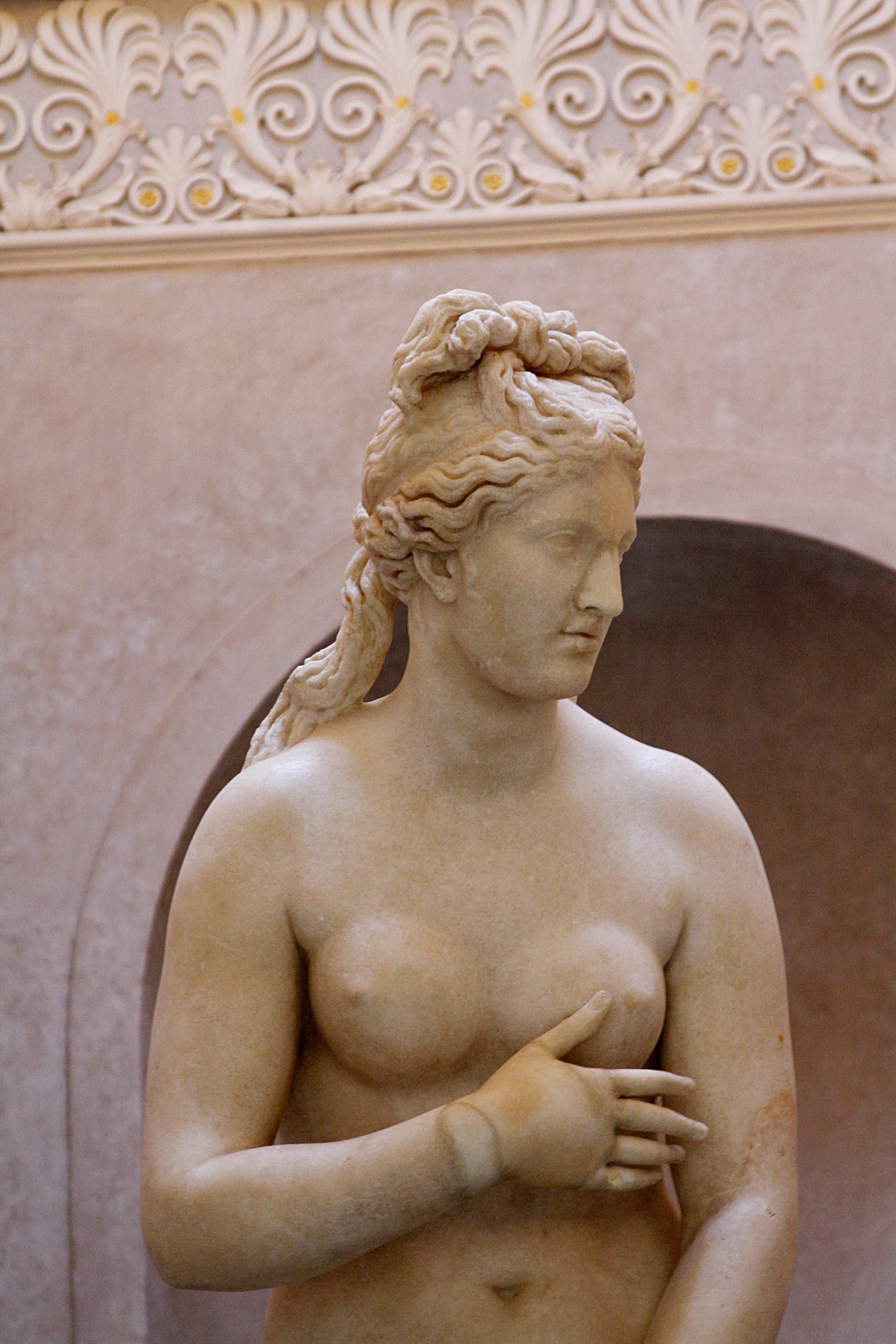
Detalhe.

### Sala dos Imperadores
A Sala dos Imperadores (em italiano:  Sala degli Imperatori) é uma das mais antigas dos Museus Capitolinos. Desde a abertura ao público da área de exposições, em 1734, os curadores do museu procuraram dispor as coleções em ambientes individualizados, incluindo a de bustos dos imperadores romanos e de personagens de seu círculo mais íntimo. A disposição atual é fruto de diversas modificações realizadas ao longo do século XX. A coleção conta com 67 bustos, uma estátua feminina (no centro), oito relevos e uma inscrição comemorativa moderna.
Entre os retratos mais importantes estão o do jovem Augusto com a coroa de louros, a de Augusto adulto do "tipo Áccio", de Nero, dos imperadores da dinastia flaviana (Vespasiano, Tito e Nerva) e dos imperadores do século II (de Trajano a Cômodo). Bem representada também é a dinastia severa. A série termina com o busto de Honório, filho de Teodósio I. Não faltam também os retratos femininos, com seus penteados complexos, suas perucas e seus cachos elaborados. Destacam-se os bustos de Lívia, Agripina Maior, Plotina, Faustina Maior e Júlia Domna.

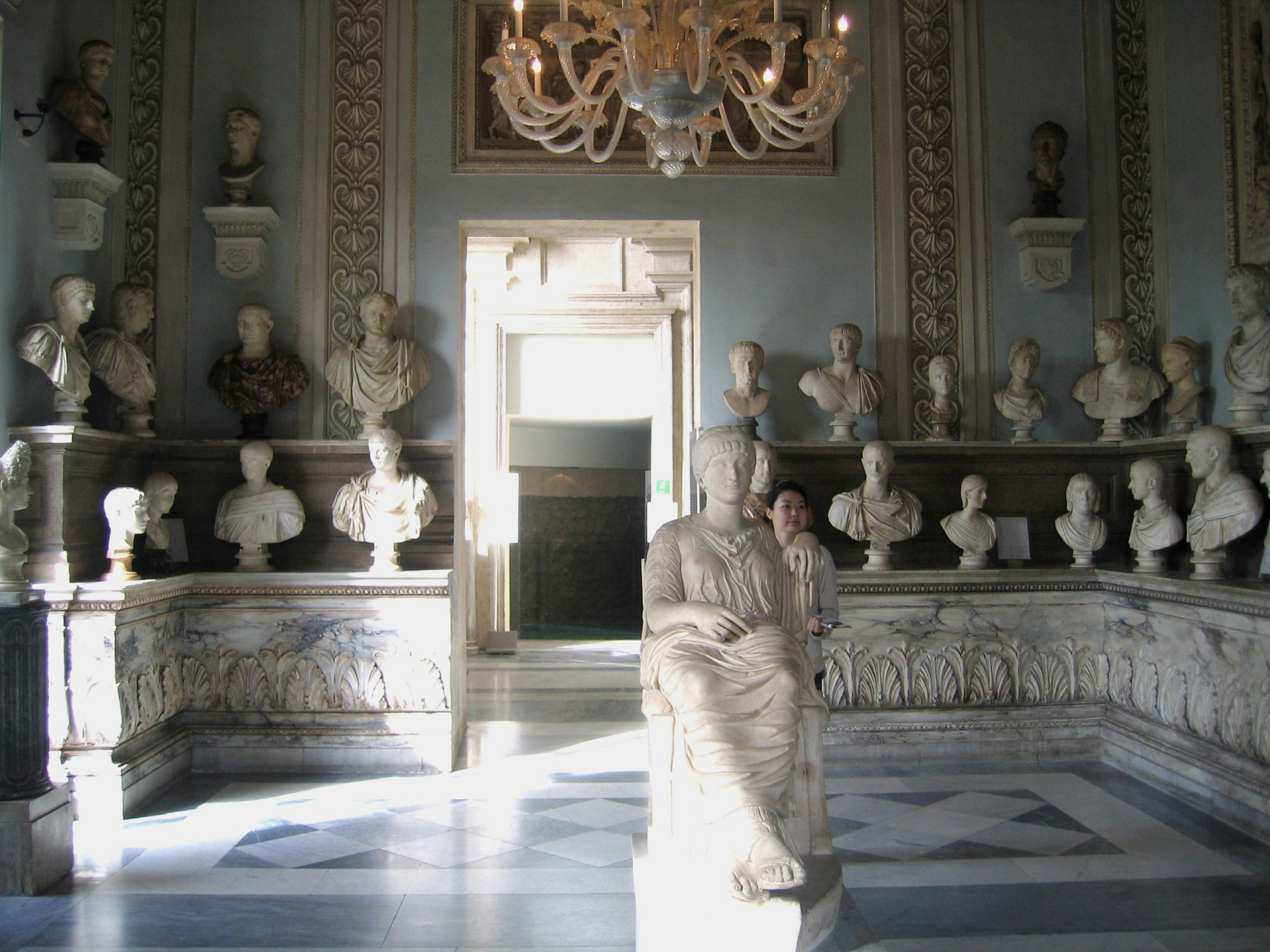
Sala dos Imperadores.
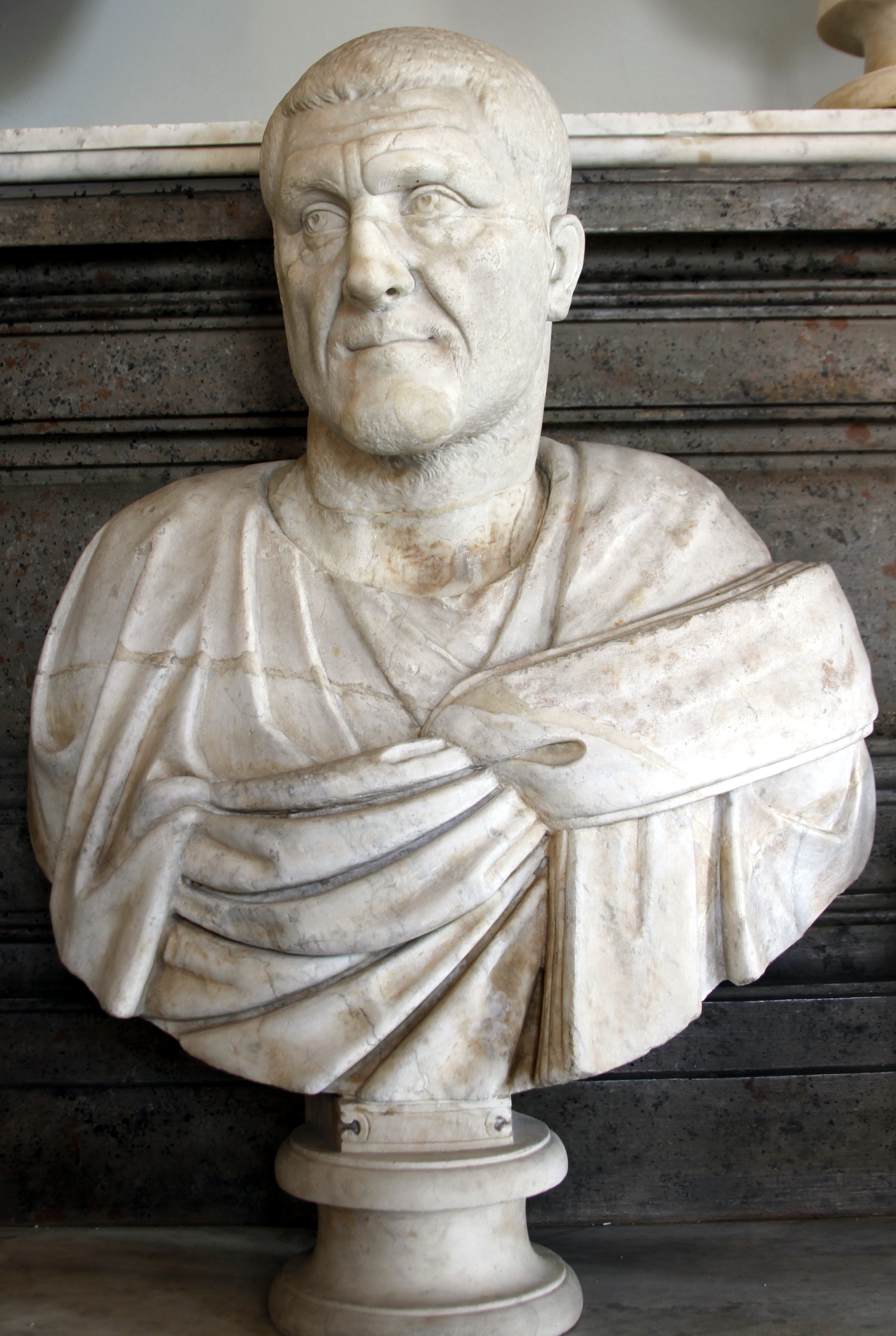
Busto de Maximino Trácio.
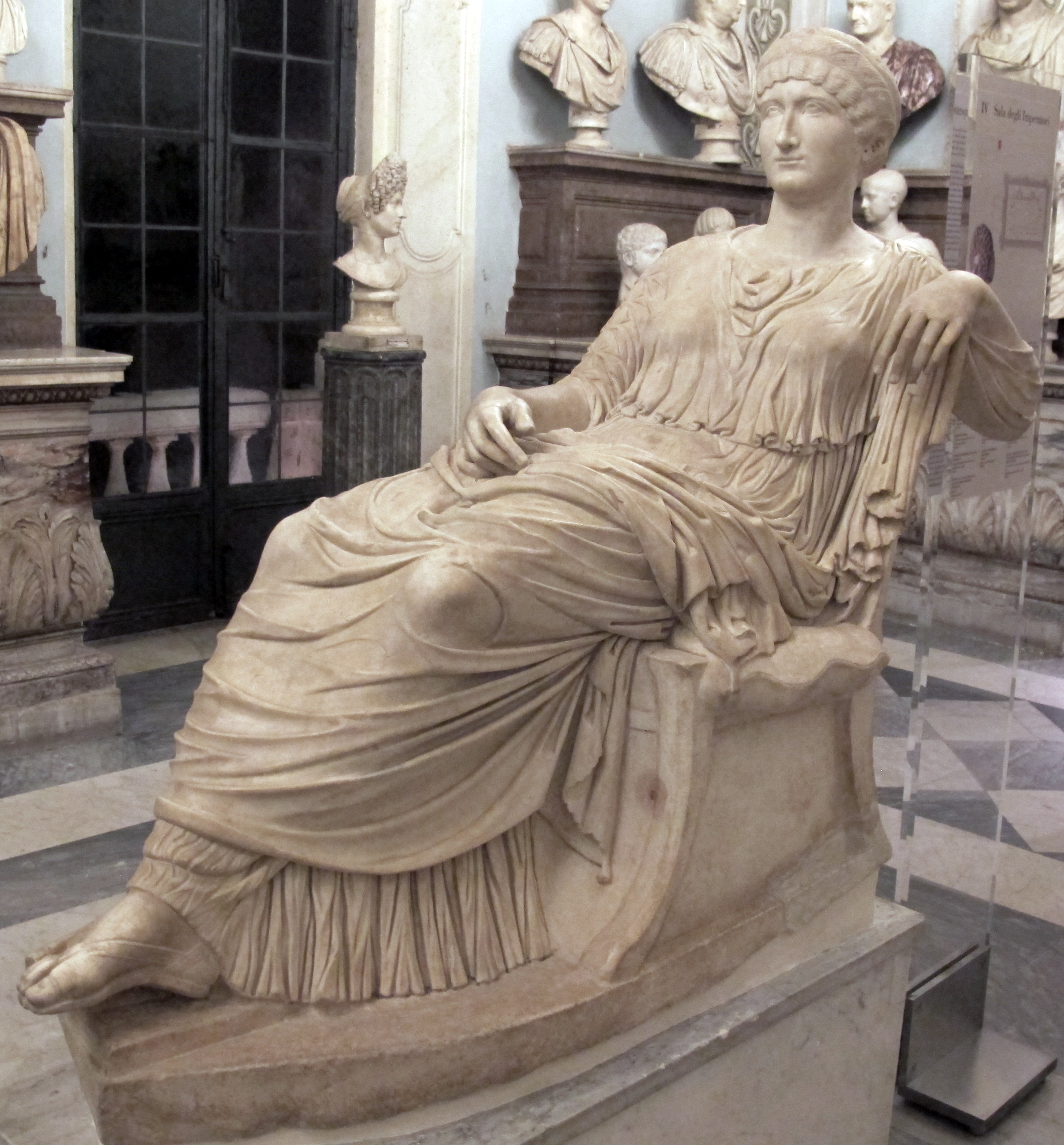
"Helena sentada".

### Sala dos Filósofos
Como no caso da Sala dos Imperadores, também a Sala dos Filósofos (em italiano:  Sala dei Filosofi) nasceu, já na fundação dos Museus Capitolinos, do desejo de juntar num mesmo ambiente a coleção de retratos, bustos e hermas de poetas, filósofos e reitores da Antiguidade, num total de 79 imagens. O percurso começa com o mais célebre poeta da época, Homero, e a ele se seguem Píndaro, Pitágoras, Sócrates e muitos outros. Entre os muitos personagens da Grécia Antiga estão também alguns da Roma Antiga, como é o caso de Cícero, célebre estadista e escritor.

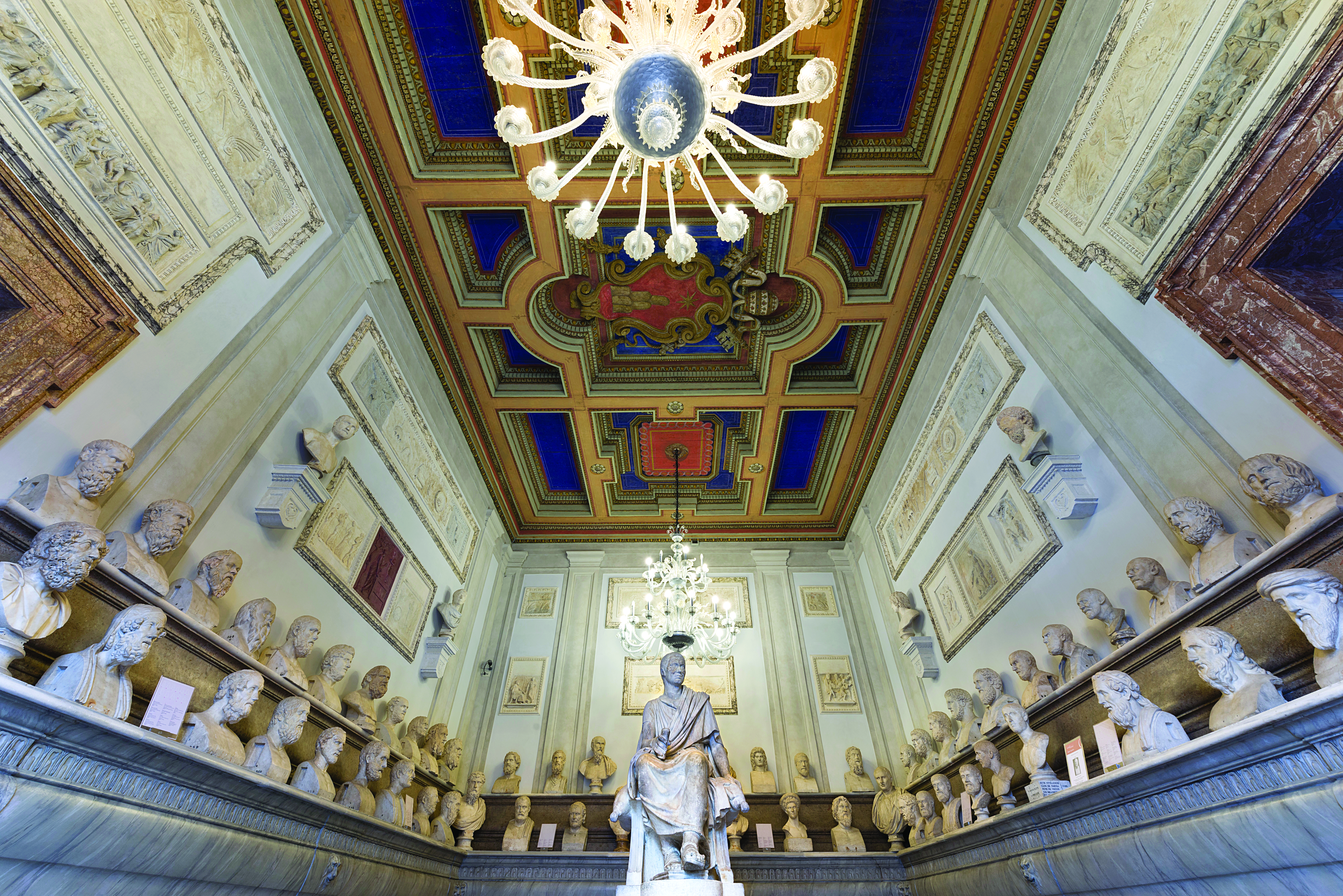
Sala dos Filósofos.
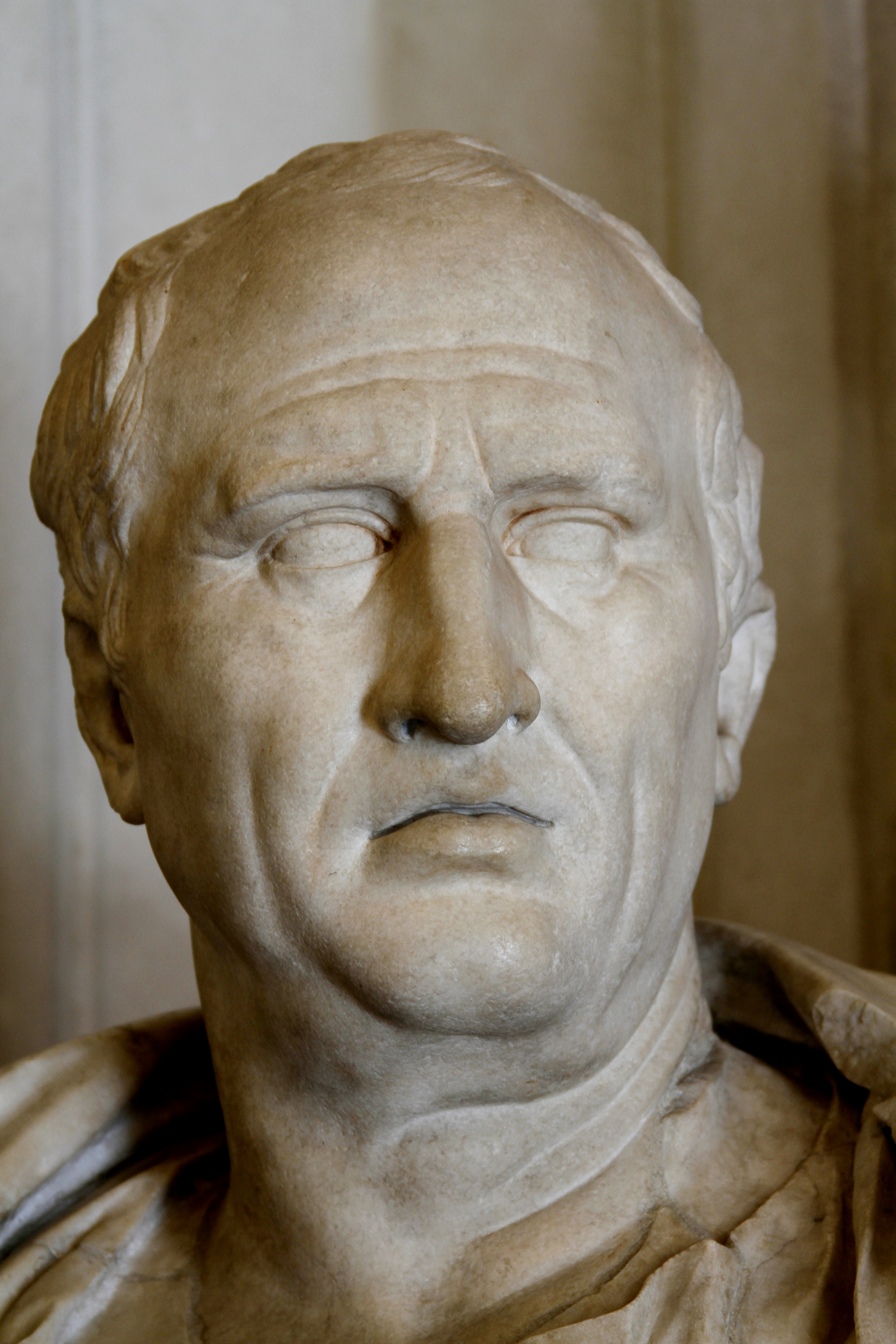
Busto de Cícero.
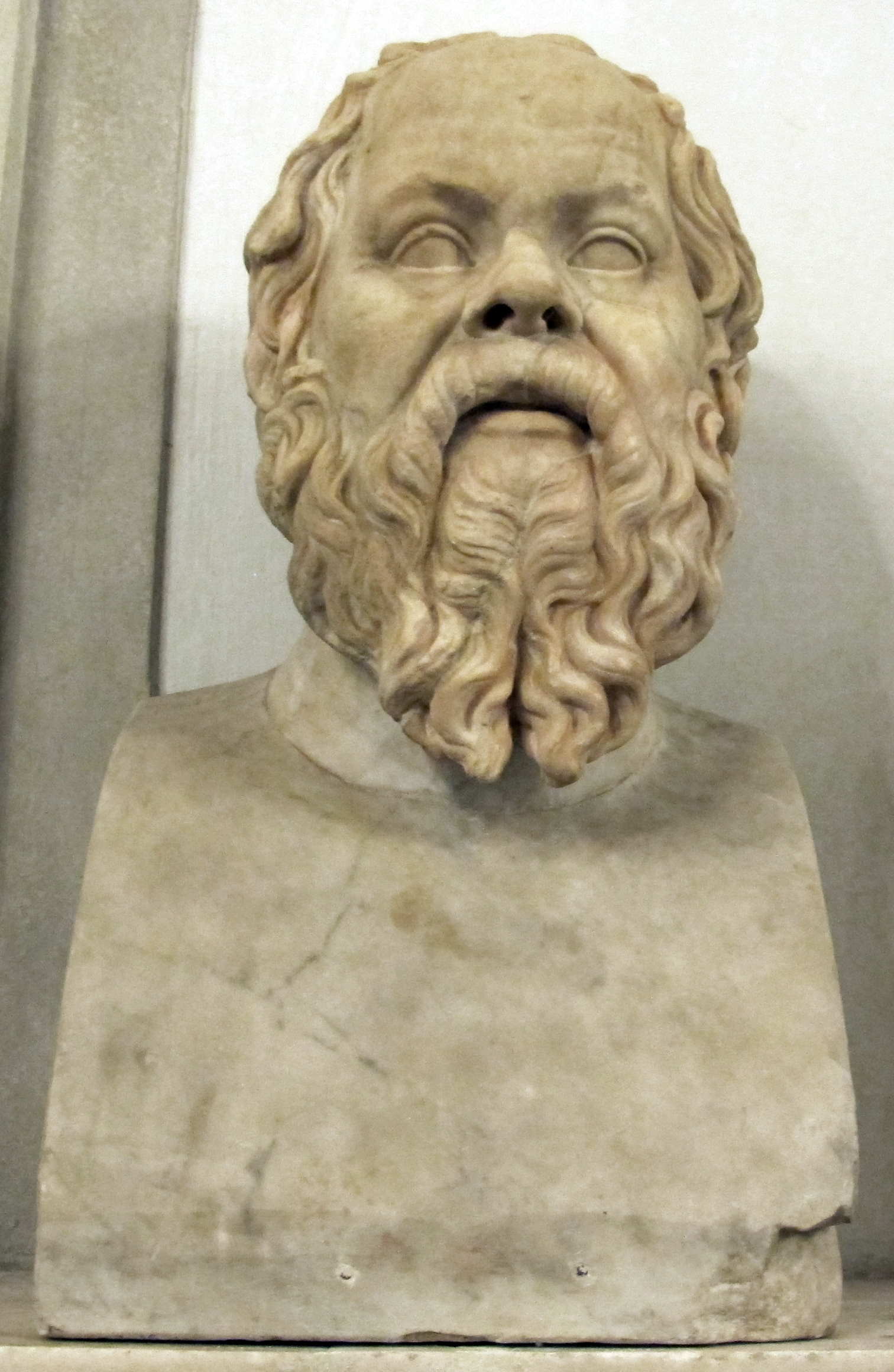
Cabeça de Sócrates.

### Salão
O Salão (em italiano:  Salone) do Palazzo Nuovo é, certamente, o mais majestoso no interior de todos os palácios que compõem o complexo dos Museus Capitolinos. Suas quatro paredes foram decoradas em três seções verticais, o que permite, arquiteturalmente, que se divida o ambiente também em três espaços distintos. Um espetacular teto em caixotões do século XVIII entrelaça, no estilo barroco, octógonos, retângulos e rosetas, tudo esculpido de maneira muito fina. No centro está o brasão do papa Inocêncio X, responsável pela finalização da construção do palácio. Este recinto foi restaurado no início do século XXI, o que permitiu recuperar as cores originais e destacar a riqueza dos elementos artísticos utilizados na composição, em especial o grande portal que se abre na parede mais longa e que se abre para a galeria, uma obra projetada por Filippo Barigioni na primeira metade do século XVIII, em arco, com duas Vitórias aladas de fino acabamento.
Nos lados e no centro do salão, sobre pedestais altos e antigos, foram colocadas algumas das mais belas esculturas da coleção capitolina. Entre elas, o "Apolo de Ônfalo", "Harpócrates", "Amazona Ferida" e "Apolo Citaredo". No centro da sala estão dispostas as grandes estátuas de bronze, entre as quais a do "Centauro Velho e o Jovem". À toda volta, nas prateleiras num nível mais elevado, estão mais bustos, entre os quais o de Caracala (ou Geta), Marco Aurélio, Augusto e Adriano.

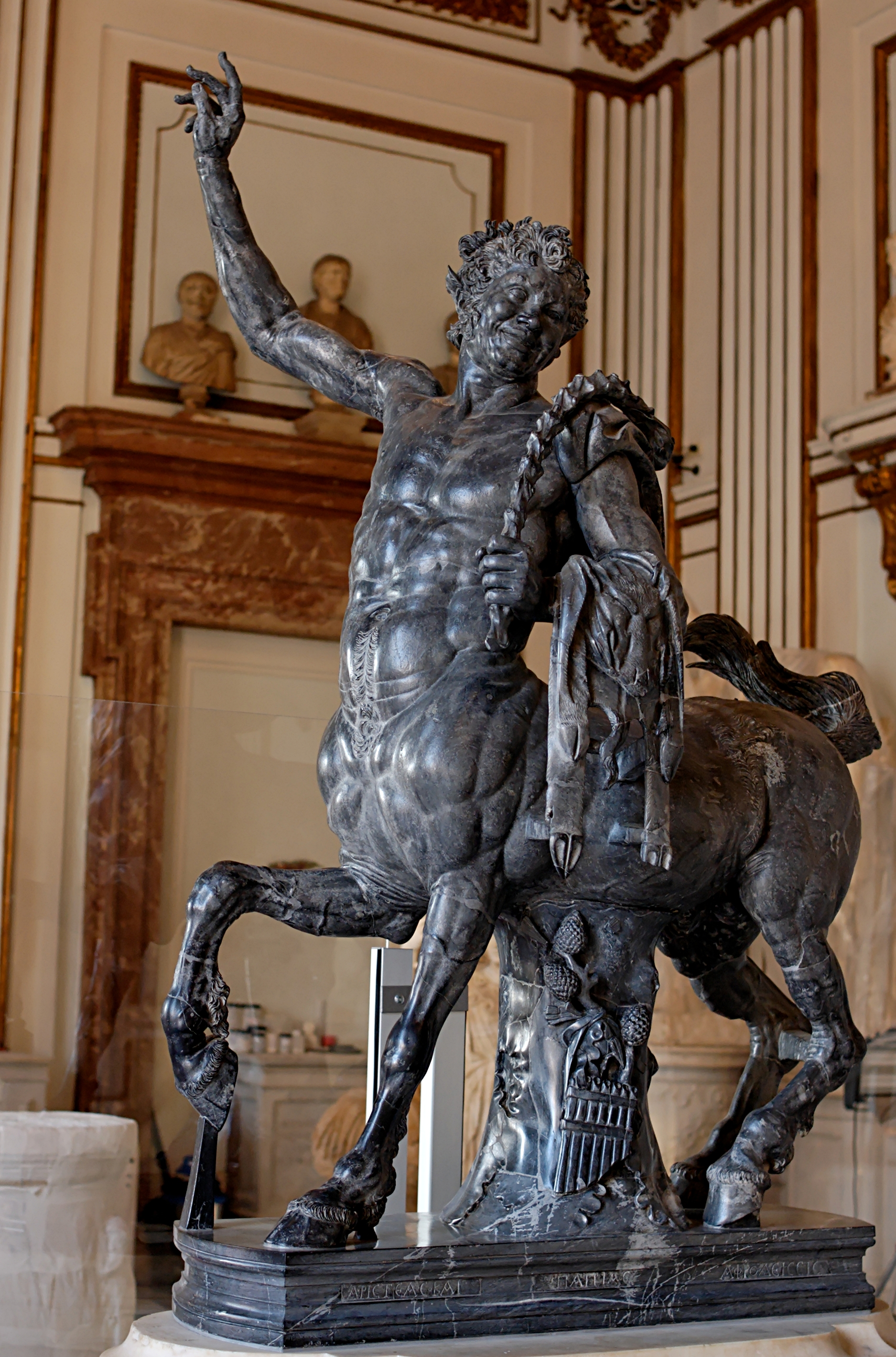
"Jovem Centauro".
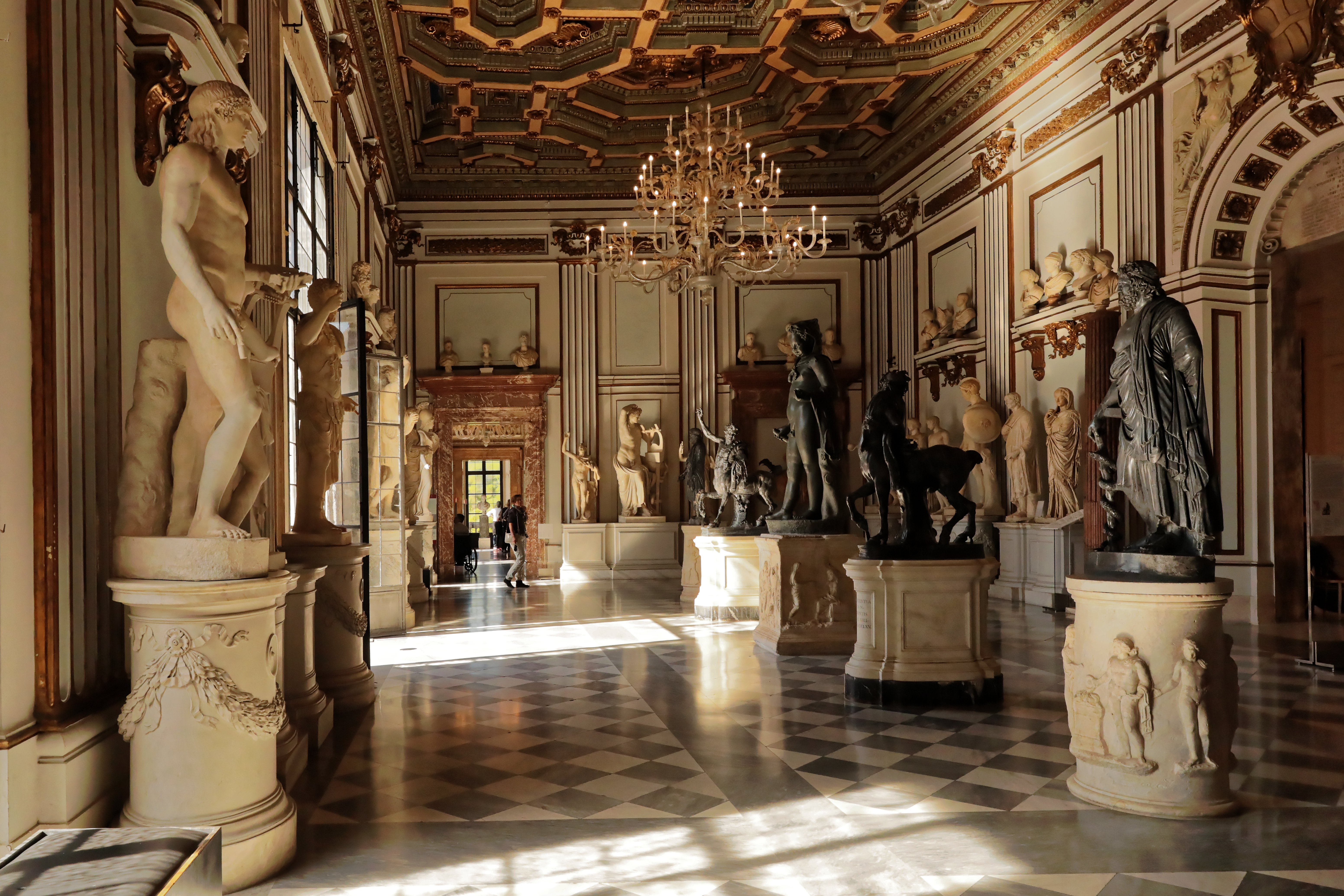
Salão.
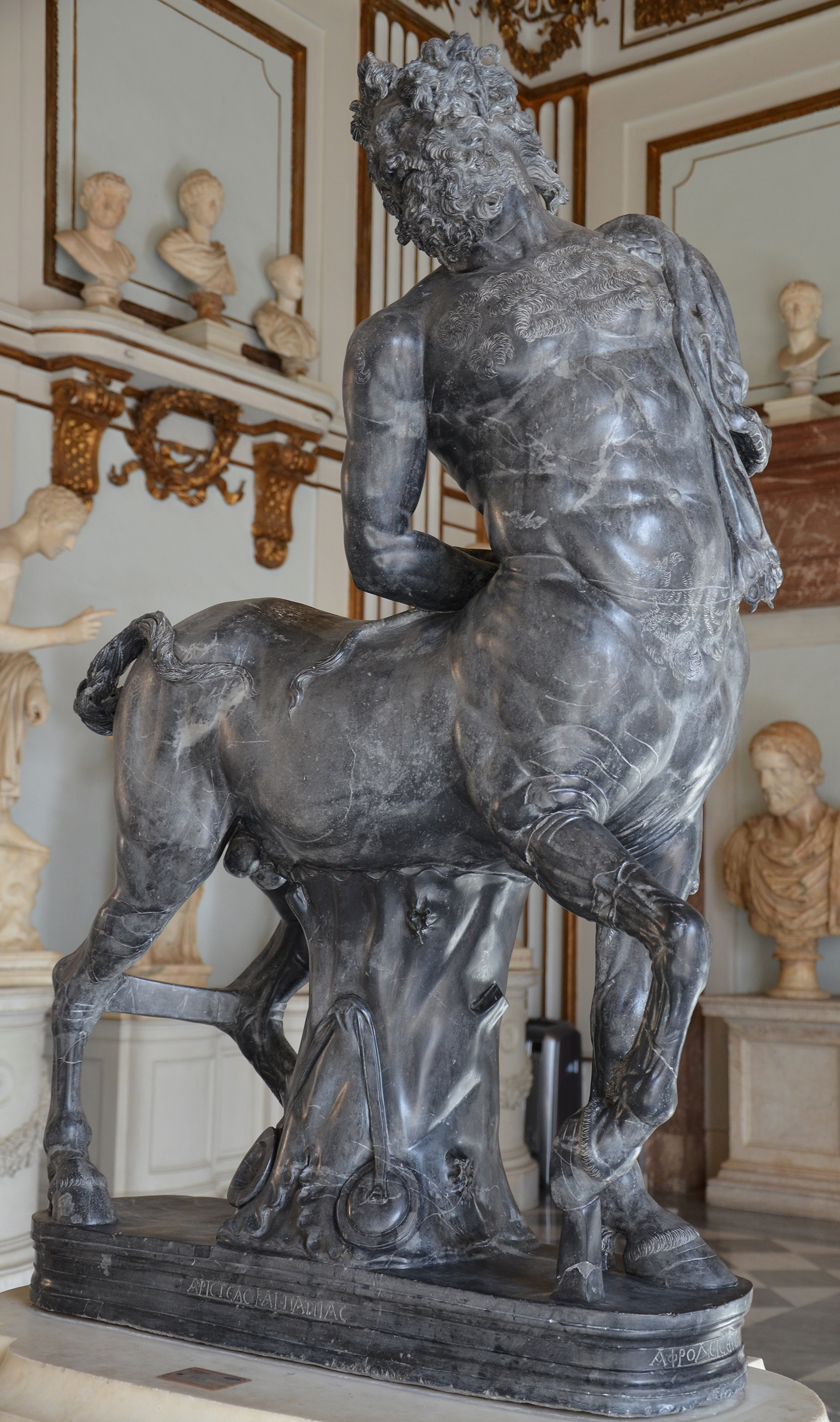
"Velho Centauro".

### Sala do Fauno
Esta sala (em italiano:  Sala del Fauno) deve eu nome à célebre escultura posta no centro do recinto em 1817, conhecida como "Fauno da Villa Adriana". A estátua de Fauno foi descoberta em 1736, restaurada por Clemente Bianchi e Bartolomeo Cavaceppi e finalmente adquirida pelo museu em 1746, rapidamente tornando-se uma das obras mais apreciadas dos visitantes no século XVIII. As paredes estão cobertas de inscrições inseridas ali no século XVIII, divididas por grupos segundo o conteúdo, incluindo uma seção inteira para estampas em tijolos. Entre as inscrições está a Lex de imperio Vespasiani, do século I, um decreto que conferiu diversos poderes ao imperador Vespasiano, afixado na parede da direita.

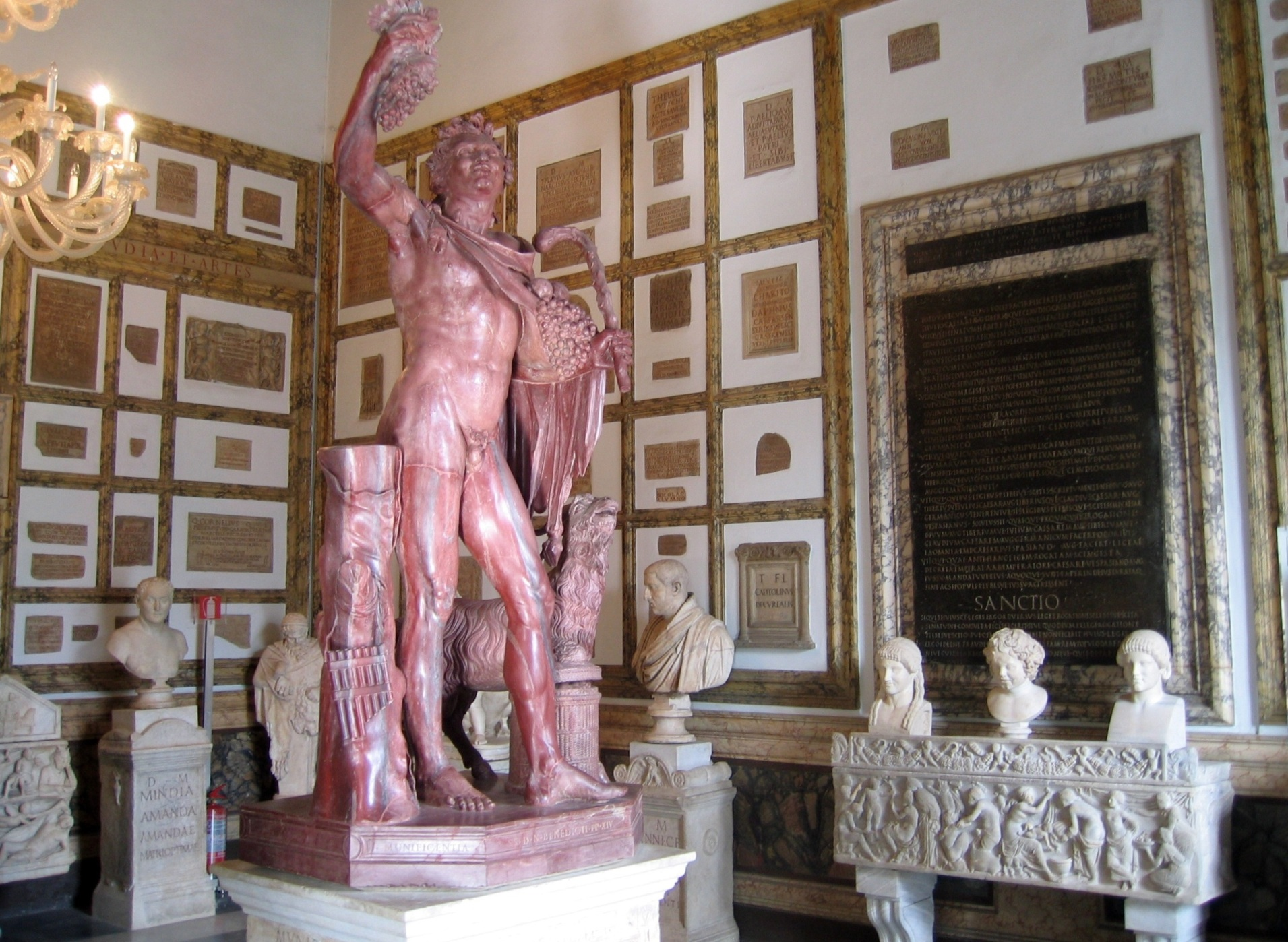
Vista da sala com o "Fauno" em primeiro plano e a Lex de imperio Vespasiani à direita.
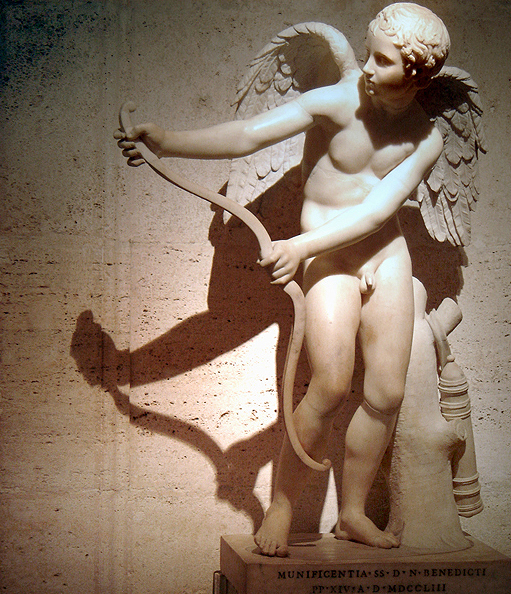
"Eros encordando seu Arco".
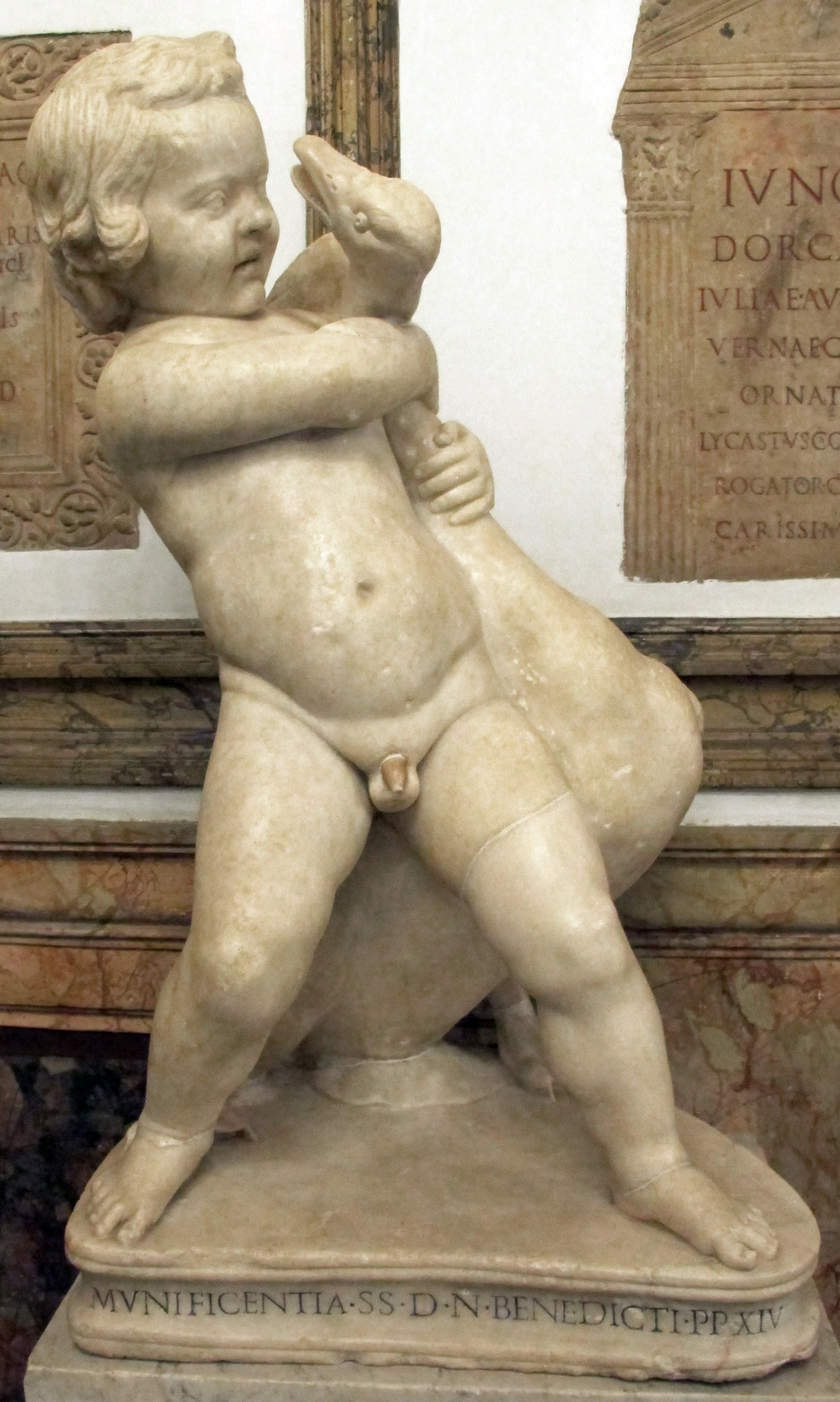
"Menino enforcando um Ganso".

### Sala do Gálata
Esta sala (em italiano:  Sala del Galata) deve seu nome à estátua bem no centro, conhecida como "Gálata Capitolino", tida como sendo a representação de um gladiador caindo sobre seu próprio escudo na época de sua aquisição por Alessandro Capponi, presidente dos Museus Capitolinos, tornou-se, provavelmente, a obra mais conhecida de toda a coleção, muitas vezes copiada em gravuras e desenhos. O "Gálata" está cercado por outras cópias romanas de originais gregos de grande qualidade: uma "Amazona Ferida", uma estátua de Hermes" e o "Sátiro em Repouso". Além disto, de frente para a janela, está um famoso conjunto rococó representando "Amor e Psiquê", que simboliza a união da alma humana com o amor divino, um tema recorrente da filosofia platônica.

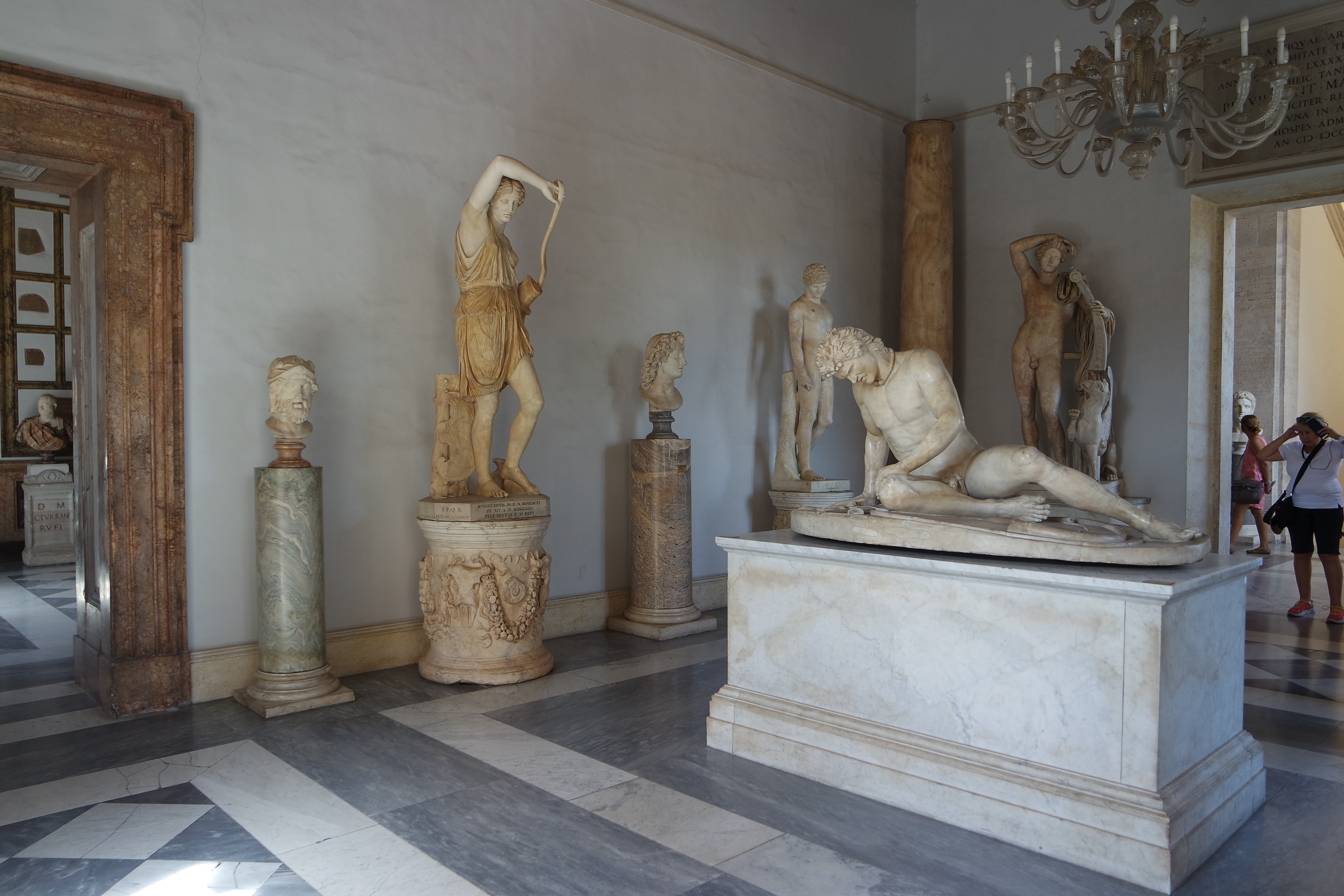
Sala do Gálata.
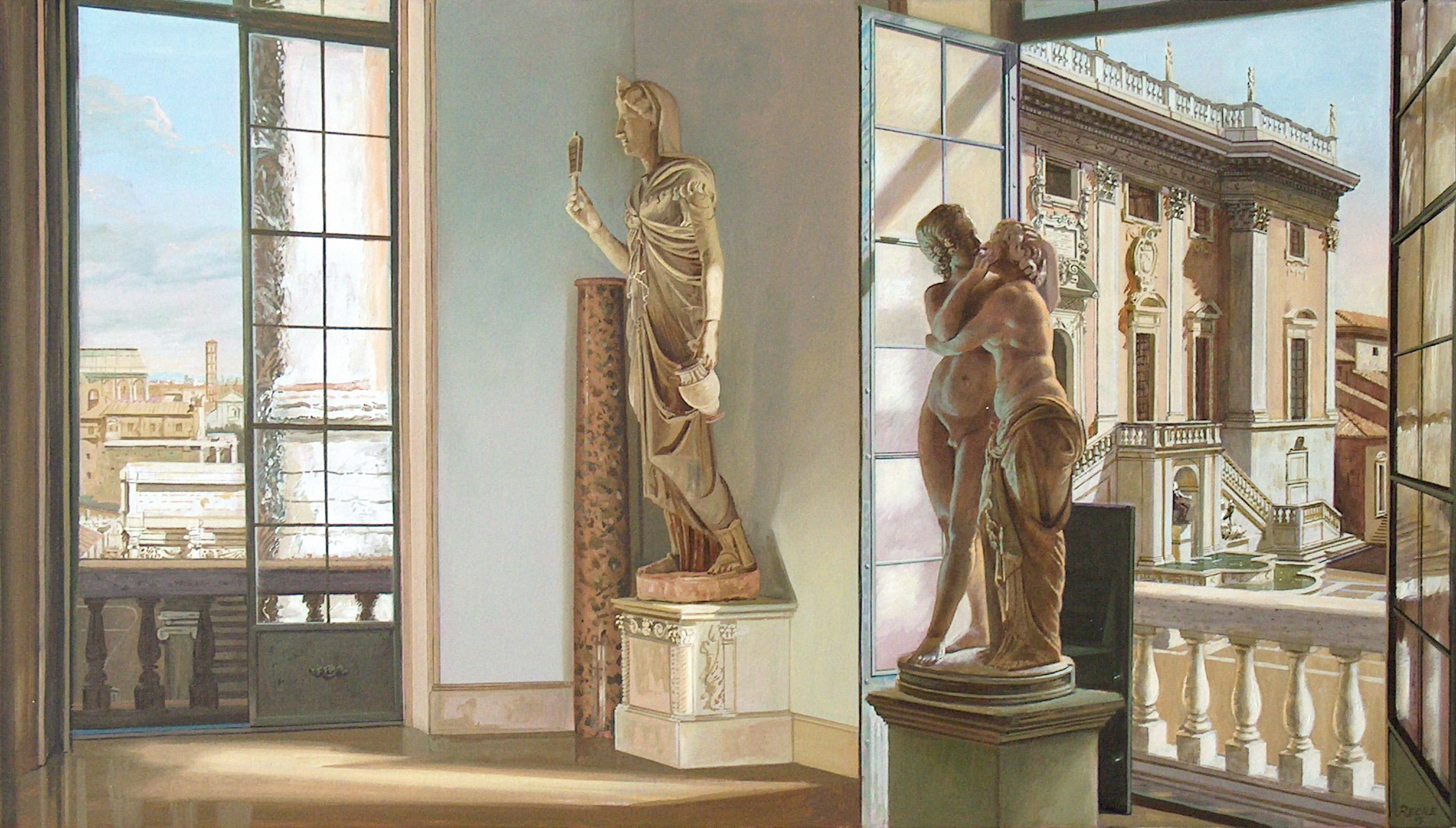
"Ísis da Villa Adriana" e "Amor e Psiquê".
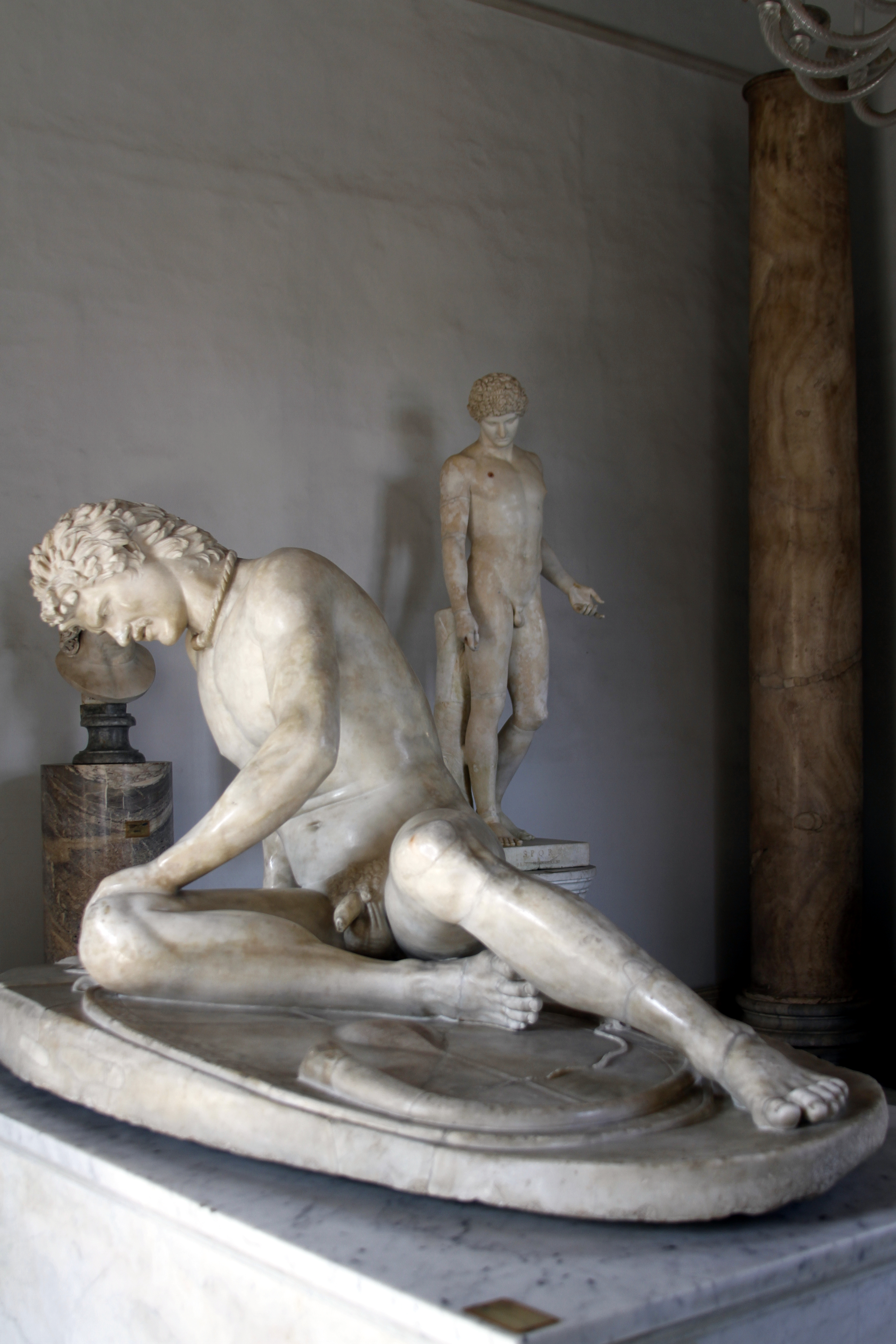
"Gálata Capitolino".
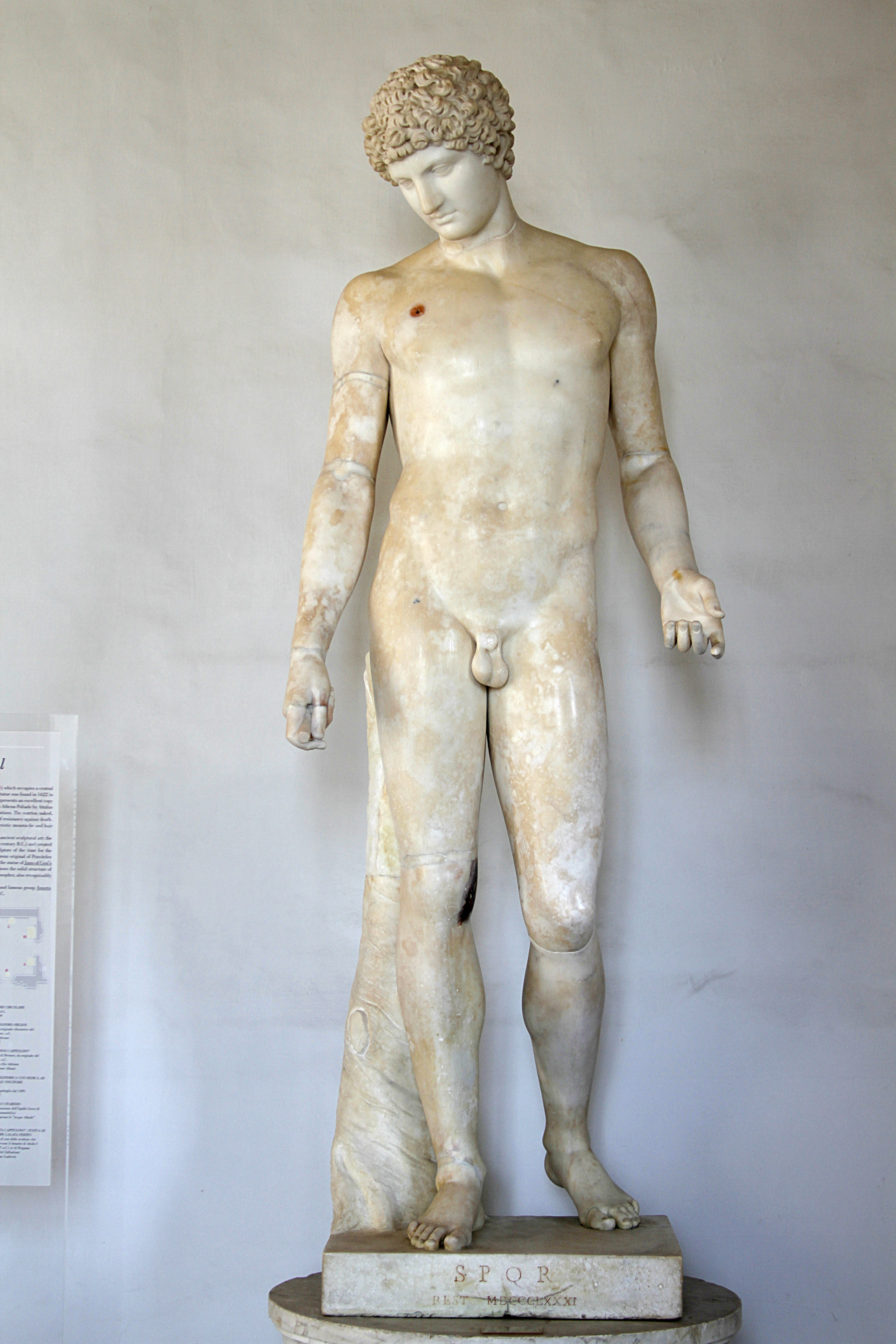
"Antínoo Capitolino".